# 人造昆虫カブトボーグ V×V
『人造昆虫カブトボーグ V×V』（じんぞうこんちゅうカブトボーグ ビクトリーバイビクトリー、Artificial insect KABUTO BORG Victory by Victory）は、2006年10月から2007年10月までBSジャパン・アニマックスにて放送していたテレビアニメ。全52話。

## 概要
玩具であるカブトボーグ（またはボーグマシン。以下ボーグ）とそれを使って戦うボーグバトラー（ボーガー）の、ボーグバトルの日常や葛藤を描いたアニメ作品。
基本的に一話完結型であり、監督の石踊宏は「『1話完結』『毎回が最終回』『子供たちが見てワクワクする』を念頭に、徹底的に構成しています。」と話している。第1話から最終回のようなクライマックスを迎えるストーリーや、前後回とのつながりが断絶されたシーンなど、型破りな展開はファンの間では全52話ではなく「全52期」とも呼ばれている。
メインキャラクターの声優は、主人公の天野河リュウセイを主役初挑戦である知桐京子、松岡勝治を三橋加奈子、龍昇ケンを元グレートチキンパワーズの渡辺慶がそれぞれ担当している。
番組フォーマットは【アバンOPタイトル→OP→提供ベース→CM→Aパート→アイキャッチ→CM→アイキャッチ→Bパート→ED→次回予告→提供ベース】となっている。アバンタイトルでは「ボーグバトル!それは熱きボーグバトラーたちの戦い!ボーグバトル!それは人生の縮図、漢のロマンである!」のナレーションが入り、リュウセイの「いけ!俺のトムキャット・レッド・ビートル!」で締められている。次回予告は登場人物が交代で担当するが、いずれも最後は「熱き闘志にチャージ・イン!」というセリフで締まる（微妙に違う場合もある）。
毎回テンションが高く、唐突な展開が多い。U-NEXTの作品紹介のみどころには「展開が不条理でバトル内容の説明がなく、突っ込みどころ満載で大人からも人気」と記載されている。従来の子供向けアニメ・ホビーアニメでは考えられないシチュエーションが数多く存在する。
- 題材であるボーグバトルに関するルール・対戦形式の説明が一切なされない上、理解の困難なものが次々と登場する。
- プロモーション対象の玩具であるはずのボーグそのものに関する構造説明が一切なされていない[注釈 2]。
- 玩具であるはずのボーグが、まるで生きてボーガーの意識を共有しているかのようなアクションを見せる。ボーグバトルなどではチャージが続く限り、ボーガーの手から離れた後でもその意思に連動して自在に動き、またボーガーが戦意喪失すればそれに伴って戦闘力を失ってしまう。そのためボーグバトルは、ボーグ同士の物理的なせめぎ合いよりも、ボーガーの精神や体調が勝敗を決することの方が圧倒的に多い。逆に、ボーグがダメージを負うとボーガーまでもが物理ダメージを負ってしまう場面も多々ある。
- 玩具であるはずのボーグが野生であったり、養殖・栽培されていたり、天然のボーグの輸出が主力産業として成り立っているなど、玩具そのものの定義を疑わせるような場面がしばしば見受けられる。
- 本来、安全性・倫理性が求められる玩具を用いた子供向けのホビーアニメでは許容されないような場面が平然と登場する（ボーグバトルで吹き飛んだボーグの破片が仮面を割る、ボーグが対物・対人兵器や恐喝の道具として使われたり、人を死に至らしめるなど）。また登場人物も、主人公たちを含めて子供向けアニメに求められる倫理・規律を無視したような人物が多い。
- 深刻な事態に陥ったまま本編が終了した際、その後の話を次回予告のナレーションのみで済ませるという手法がとられている。例として、第21話では物語の最後に勝治が死亡したかのような描写があったが、直後の次回予告で「奇跡的に一命を取り留めた勝治が復帰し…」と言って済ませ、翌回には勝治が目覚める描写すらなく、全く関係無いエピソードが展開された。また後半に至っては、そういった次回予告でのフォローさえ無くなっている。
- あらすじや回想シーンが捏造される。
- それまで存在しなかったキャラクターが、まるで初めから居たかのように登場する（しかもそのことを誰一人として指摘せず、次回以降は一切登場しない）。
- ほぼ毎回ゲストヒロインが登場する。『男はつらいよ』に倣い各話ヒロインを公式にはマドンナと呼称している。ゲストヒロインはその回のエンディングスポンサーバックで判断できる。色や髪型を変えて使い回されていたり、ストーリーにほとんど関わらない場合も多々ある。
- 前述のように、仮に登場人物が死亡しても次の話では何事もなかったかのように登場する。
- 所謂ホビー玩具の販促アニメであるにもかかわらず、本放送時にはカブトボーグ（玩具）関連のCMが一切放送されなかった[注釈 3]。

## ボーグバトルのルール・対戦形式
本作での対戦形式・ルールであり、実際のそれと大きく異なる部分が多い。
- 対戦する2人のボーガーが、ボーグフィールド（円形のバトルステージ）を挟んだ両側に設置されているポジションに、それぞれ立つ。
- 両者ともに「チャージ3回、フリーエントリー、ノーオプションバトル」といった風に、対戦形式（チャージ回数、エントリー形式、オプションパーツ搭載の可否など）を確認するための宣言をする。また、この宣言がバトル開始の合図となる。審判が居るときは、審判が合図する場合もある。
- 両者ともに、右横に設置されているチャージ用の台に、ボーグの尾部のチャージングタイヤを付け、決められたチャージ回数分だけボーグを前方にスライドさせ、チャージングタイヤを回しチャージする。そして「チャージ・イン」の掛け声とともに、ボーグを同時にボーグフィールド内へエントリーさせ（投げ入れ）、ボーグ同士を戦わせる。
- 相手のボーグをボーグフィールド外に出すか、ひっくり返すなどして戦闘不能にすれば勝ちとなる。ボーグが双方ともにチャージ切れなどで停止した場合は引き分けとなる。
- チャージ回数は通常3回で、対戦形式によっては回数が増減する[4][5][6][7][8][9][10]。第51話では「チャージミリオン[注釈 4]」と宣言される対戦形式が登場した。
- 決められた回数より多めにチャージするとファウルとなり、ペナルティとして対戦相手に好きなタイミングでチャージ・インする権利を与えてしまう[11]。チャージ回数に差が出る場面は滅多に無いが、回数が多いと有利になるらしいことが第30話などで言及されている。
- エントリー形式にはスリーステップエントリー、フレンチエントリーなど様々なものが挙げられるが、そのほとんどが詳細不明である。
- ノーオプションとはボーグにオプションパーツを搭載しないことを意味する。この形式での対戦がほとんどで、オプションパーツが登場することはあまり無い。搭載可能な対戦形式ではフリーオプションや、あらゆるオプションを搭載できるフルオプションが挙げられる。
- 多対多や一対多のチームバトルも存在する。
- 実力に大差があればハンディが認められる場合もある[12]。
- 非合法な対戦形式も存在する[13]。
- 出会い頭にボーグを投げつけて戦うなど、ボーグフィールドを使用しない・形式やルールが無い無秩序なバトルも頻繁に起こる。防衛のためにバトルを余儀なくされることもある。

登場した対戦形式
- 通常 チャージ3回 フリーエントリー ノーオプションバトル（最も多い）
- ＃4 チャージ2回 スリーステップエントリー ノーオプションバトル（西部劇の決闘に似せて、3歩歩いて振り返った後、エントリーを行う）
- ＃5 チャージ3回 フリーエントリー 3on3ノーオプションチームバトル
- ＃8 チャージ3回 フリーエントリー フリーオプションバトル
- ＃11 チャージ4回 フリーエントリー フリーオプションバトル
- ＃12 チャージ3回 ブルックリンエントリー ノーオプションバトル（チャージ・インの際に審判がコイントスをし、コインが地面に落ちると同時にエントリーを行う）
- ＃15 チャージ4回 フリーエントリー ノーオプションバトル
- ＃16 チャージ3回 フリーエントリー ノーオプションバトル（バトルロワイヤルボーグ）
- ＃17 チャージ5回 フリーエントリー ノーオプションバトル
- ＃19 チャージ2回 フリーエントリー 2on2ノーオプションチームバトル
- ＃20 チャージ3回 フレンチエントリー ノーオプションバトル（詳細不明）
- ＃20 チャージ3回 フレンチエントリー ノーオプション10-1ハンディキャップバトル（ハンディを与える方は10本、貰う方は1本のみ、勝ちを先取する）
- ＃27 チャージ3回 ブルックリンエントリー ノーオプション2on2バトル
- ＃28 チャージフリー フリーエントリー ハイスピードタワークライミングバトル（ボーグをビルの外壁から屋上まで駆け上がらせ、その速さを競う）
- ＃29 チャージフリー フリーエントリー フリーオプションバトル（トリプルフリー）
- ＃31 チャージ3回 フリーエントリー キングダムバトル（王様が対戦中に自由にルール変更できる）
- ＃31 チャージ5回 フリーエントリー ナンバーズバトル（詳細不明）
- ＃37 チャージ3回 カーニバルエントリー ノーオプションバトル（詳細不明）
- ＃38 チャージ3回 プリズナーズエントリー ノーオプションバトル（両手に手錠をした状態でエントリーを行う）
- ＃39 エアチャージ3回 スカイハイエントリー エアロオプションバトル（詳細不明）
- ＃41 チャージ3回 フリーエントリー ノーオプションチームバトル
- ＃40 チャージ3回 ピックポックエントリー ノーオプションチームバトル（詳細不明）
- ＃43 チャー1 フリエン インバト（チャージ1回 フリーエントリー インスタントバトル）
- ＃45 チャージ3回 フリーエントリー ノーオプションショーアップバトル（観客のためのショー）
- ＃47 チャージ4回 フリーエントリー シークレットバトル（詳細不明）
- ＃47 チャージ3回 フリーエントリー サンタニコラルスバトル（詳細不明）
- ＃48 チャージ1回 フリーエントリー 宿題争奪バトル（宿題を賭けてバトルを行う）
- ＃49 チャージ3回 インフェルノエントリー デスオプションバトル（攻撃を行う度に寿命が縮む）
- ＃51 チャージミリオン[注釈 4] ファイナルエントリー ノーオプション・ソウルフルバトル（チャージを行う度に精神的・肉体的なダメージを伴う）

## ストーリー
世界大会まで開催されるほどの人気となった、カブトボーグを使った戦い「ボーグバトル」。主人公リュウセイは、親友である勝治やケンとともにバトルに熱中。次々と現れる強敵を相手に、日々戦い続ける。

## 登場人物

### 主要人物
天野河リュウセイ（あまのがわ リュウセイ）
声 - 知桐京子
主人公。10歳。ボーグバトルの仲間であり親友の勝治やケンとともに、日夜鍛錬に励む熱血漢の少年。使用するボーグはトムキャット・レッド・ビートル。イメージカラーは赤。
バトルでは頻繁に対戦相手の弱みに付け込んだり揚げ足を取るなどして精神攻撃を仕掛け、戦いを有利に導く。そのバトルスタイルについては敵からも「悪そのもの」と評される他、父親のビッグバンからは「リュウセイ得意の展開」と分析される。ただし自身のメンタルも強くはなく、相手からの揺さぶりやプレッシャーにより腹痛や不眠といった症状を起こし、ロイドから病気と言われるほどの妄想を抱いたこともある。
どのような逆境においてもオプションパーツは使用しない。
助産婦によると生まれながらのボーグバトラーで、出生後間もない頃に産婦人科の先生を相手に初勝利をおさめているとのこと。
表敬訪問の際に首相を叩きのめし、軍事衛星の墜落を食い止め、当時魔王に最も近いと言われた暗黒魔道の使い手エンペラーカーンを倒すといった数々の武勇伝を持つ。
好物は焼肉定食と銀ダラの粕漬け。「おかずがいっぱい」の食生活を送っている。
嫌いな食べ物はピーマン、トマト、ブロッコリー。他に苦手なものとして勉強、怪談話があるが、勉強以外の弱点は後に鍛練で克服している。
友情より金を優先させる場面もあり、本人も地獄行きを自覚している。ただし義理人情に厚いところもあり、ケンの中華料理店のはす向かいのテナントに進出し経営を脅かしてくる店を少なくとも5軒以上は潰している。
勝治いわく、東洋太平洋チャンピオンを倒せるくらいのボクシングの実力を持っているほか、「ふりむけばカブトボーグ」という曲でヒットチャート1位を取るなど、歌手としての才能もある。
女性からの積極的なアピールに弱い。
カブトボーグを愛してはいるが、愛機であるトムキャット・レッド・ビートルを捨てる場面が複数回見られる。
勝治とは3年前にボーグバトルを通じて知り合ったらしい。
家族構成は父・ビッグバン、母、兄・銀河の4人家族であり、父と兄もボーグバトラーである。また祖父も存在する。
公式戦の記録は世界大会日本予選代表トーナメント優勝、世界大会ベスト8。後に世界大会チャンピオンになったことが明かされる。非公式戦ではボーグバトルサマー大会優勝。
必殺技とその必殺技発動時の演出
主人公ということもあり、技は最も多い。あえて対戦相手のスタイルに合わせた技を出すこともある。
- レッドアウト・ゴールデンマキシマム・バーニング メーターが現れる。頻繁に止めの一撃として出すスタンダードな必殺技。
- レッドレッド・メテオバースト 火の玉が降る。ときには、その中から虎の形状の炎が現れ攻撃する。序盤ではとどめの一撃になることもあるが、後半では通じないことも多い。
- テールスピンドリフト 特に目立った演出はない。
- ローブロータックル 特に目立った演出はないが、当たると相手のオプションパーツが吹き飛ぶほどの威力を持つ。
- グレート・メインディッシュ・テイクアウト・サンダー 大量のおかずが現れる。米田市長に止めを刺した技。
- ピクルス・バージリア・シャイン ピクルス、バジルなどの野菜が現れる。ベネチアンに止めを刺した技。
- レッドクロス・ローリング・メテオトルネード 竜巻を起こす。ドクターネオに止めを刺した技。
- コールド・スリープ・ドリーミング
- レイニーデイ・サテライト・クラッシュ
- アバランチ・サマランチ・テイクアウト
- マウンテン・ブリザード・ダブルフラッペ 以上4つ全て詳細不明。
- エンパイア・ストラック・アウトサイド 詳細不明。
- ビギニング・ワールドトリップ・ファーストキス 女神が現れ、地球にキスをする。ビデ田中に止めを刺した技。
- ワイヤード・ドリーミン・マリオネット ルドゴールのボーグ、フランベ・ドゥ・テリーヌ・フォン・ド・ボーでの技。マリオネットが現れる。モンテスキューに止めを刺した技。
- カウチポテトゲーム三昧ジュース揚げ物油ギラギラクラッシュ 大量の菓子やジュースが現れる。バーバラに止めを刺した技。
- クラウン・ローリング・クロス・メテオトルネード 竜巻がボーグを包む。
- レッドレッドローリングブラスター 上空に黒い竜巻を起こす。
- マキシマム・バースト・ドリーミング 詳細不明。街を破壊する威力を持つ。
- スーパー・レッドアウト・ゴールデンマキシマム・バーニング Vモデル時の必殺技。レッドアウト・ゴールデンマキシマム・バーニングの強化版。
- サンダー・ストーム・クラッシャー Vモデル時の必殺技。トムキャット・レッド・ビートルを中心に広範囲に竜巻を起こす。
- 指関節掴み 特別な演出はない。
- パラレル・ナンバー・ファイブ 特別な演出はない。銀次に止めを刺した技。
- ブライト・ライト・スーパーノヴァ ボーグが光り輝き突進する。バリカン高崎に止めを刺した技。
- リアルタイム・アナザー・ロングタイム・アゴー 坂東株右衛門が作ったボーグ、オールド・ノスタルジック・パフュームでの技。様々なボーグが現れ、最後に坂東株右衛門が現れる。村社長らに止めを刺した技。
- アルティメット・レッドアウト・ゴールデンマキシマム・バーニング 特別な演出はない。ケン、レベッカに止めを刺した技。

松岡勝治（まつおか かつじ）
声 - 三橋加奈子
リュウセイのクラスメイトであり親友。使用するボーグはエレクトリカル・スピードワゴン。
良家のお坊ちゃんであり、一見穏やかで線の細さを感じさせるが芯は強い。イメージカラーは青。
病弱で心臓を患っており、第2、8、21、49話では命の危険にまで至る。そのせいか死神が見えるようになった。実際に死んでしまったかのような描写も度々あるが、その都度次の回では何事もなかったかのように登場している。ただし第31話を最後に心臓を患っているような場面はほぼ見られなくなり、病弱な身体とは思えないほどの過酷なトレーニングもこなしている。制作段階のシナリオでは第49話で死亡し、そのままストーリーが進む予定だった。
普段は心やさしいが、街宣活動で親友のリュウセイを「弱虫のボーグバトラー」と罵倒したり、対戦相手の高齢者にとって痛烈な精神攻撃を仕掛けたりと、過激な場面も見られる。また、作中で2回警察の世話になっている。
学校での勉強の成績が良く、6桁×5桁の掛け算も暗算できる。
公式サイトでは突っ込み役と紹介されているが、実際はケンの方が鋭く丁寧な突っ込みをすることが多い。
恋愛に関しては軟派で、何人かのクラスメイトと交際しており、プレイボーイならぬ「プレイボーグ」と呼ばれている。
「お客様は神様」の理屈の下、本当に神様になり、王国の平和に一役買ったことがある。
好物はいちごと牛乳。
リュウセイとは3年前にボーグバトルを通じて知り合ったらしい。
家族構成は父、母の3人家族。劇中で父親は登場しなかったが、公式サイトではサラリーマンと紹介されており、勝治いわく、ボーグの繁栄のおかげで給料が上がったことを喜んでいたらしい。第8話に祖父と祖母（声 - 中川里江）が登場。祖父は普段海外を回っており、家には時々しか訪れない。祖母は既に故人で、幽霊としてリュウセイの前に現れた。
劇中での初試合は第2話、初勝利は第5話。
公式戦の記録は地区予選敗退、非公式戦ではおらが村ひまわり祭り大会優勝。
必殺技とその必殺技発動時の演出
リュウセイ、ケンの二人に比べて技は少なく、デンジャラス・サンダー・アルティメットのバリエーションが多い。
- デンジャラス・サンダー・アルティメット 青い騎士が現れ、ときに攻撃する演出も入る。
- スーパー・デンジャラス・サンダー・アルティメット デンジャラス・サンダー・アルティメットの強化版。演出は同じ。
- デンジャラス・サンダー・アルティメット・シグマ デンジャラス・サンダー・アルティメットの強化版。演出は同じ。
- ローリングストーム リュウセイのボーグ、トムキャット・レッド・ビートルでの技。ボーグを中心に竜巻を起こす。
- デンジャラス・サンダー・アルティメット・フィーチャリングトムキャット 同様にトムキャット・レッド・ビートルでの技。通常とは違い赤い騎士が現れる。ボーグ伯爵に止めを刺した技。
- デンジャラス・スーパー・サンダー・アルティメット Vモデル時の必殺技。デンジャラス・サンダー・アルティメットの強化版。
- デンジャラス・スーパー・サンダー・アルティメット・バカンスバージョン Vモデル時の必殺技。デンジャラス・サンダー・アルティメットの強化版。神となった勝治が繰り出し、アマラオ国王らを倒す。
- メモリアル・メリーゴーランド・マキシマム 今までの思い出を力に変えて攻撃する。勝治の祖父が出したメモリアル・メリーゴーランドの強化版であり、死神を倒した技。
- 轟雷必殺デンジャラス・サンダー・アルティメット 手からボーグを放ち攻撃する。

龍昇ケン（りゅうしょう ケン）
声 - 渡辺慶
リュウセイのクラスメイトであり親友。中華料理店「昇竜軒」の息子。使用するボーグはキー・オブ・ザ・グッド・テイスト。
基本的に既存のアニメ・漫画作品における肥満体型の三枚目キャラクターを踏襲しているが、子供離れしたドライな視点を持っており、他の登場人物たちの非常識な言動に鋭く丁寧に突っ込む。ただし自身も同様の言動をとる場合が多い。イメージカラーは黄。
昇竜軒の息子として、チャーハンのためにリュウセイたちと敵対したことがある。
第31話で死ぬも、次の回では何事もなかったかのように登場している。また制作段階のシナリオでは第50話で交通事故に遭って死亡し、そのままストーリーが進む予定だった。
友情より金を優先させる場面もある。
警察の世話になったことがある。
女装癖がある。
話しかけても周りから無視されることが時々ある。
昇竜軒の経営は芳しくなく何度も経営難に陥っている。第37話ではリュウセイがラーメンが美味しくないと苦言を呈している。
飲酒できない年齢のためか、酔い潰れたいときはバスを使う。
好物はフランス料理と酢豚。
嫌いな食べ物はセロリ、苦手な科目は算数。
政治に興味があり、米田市長と仲が良い。
女運が悪い。彼女を作ることに憧れており、第26、47話と二度彼女ができたが、いずれも性格に難があり破局している。母（声 - 石橋美佳）と妹・リンリンの性格も同様に一筋縄ではいかないようである。
家族構成は父（声 - 永野広一）、母、妹の4人家族。また祖父も存在する。
劇中での初試合、初勝利はともに第3話。
公式戦の記録は地区予選敗退。非公式戦ではホテルニュームサシ駐車場特設大会優勝。
必殺技とその必殺技発動時の演出
中華料理店の息子ということもあり、技名には必ず料理名が含まれる。
- チャイナクック・マーベラス・チャーハン チャーハンが現れる。
- マーボードンドライブ 麻婆丼が現れる。
- テンシンドンターボ 天津丼が現れる。
- チャーハンクラッシュ チャーハンが現れる。
- チャイナクック・マーベラス・五目チャーハン 五目チャーハンが現れる。
- チャイナクック・マーベラス・スペシャルチャーハン チャーハンが現れる。
- チャイナクック・マーベラス・老酒 詳細不明。
- チャイナクック・マーベラス・小龍包 詳細不明。
- チャイナクック・マーベラス・芙蓉蟹 詳細不明。次回予告のナレーションで登場。
- チャイナクック・マーベラス・酢豚 詳細不明。街の不良を倒した技。
- チャイナクック・マーベラス・酢豚withパイナップル パイナップル入り酢豚が現れる。
- チャイナクック・マーベラス・点心三昧 点心が現れる。クロード千秋に止めを刺した技。
- チャイナクック・マーベラス・北京ダック 北京ダックが現れる。本田山マキ子に止めを刺した技。
- チャイナクック・マーベラス・満漢全席 ケンが中国で習得した必殺技。中華料理やデザートが次々と現れる。一度繰り出せば、三日三晩必殺技に匹敵する攻撃が続く恐怖の必殺技。
- 爆裂瞬殺チャイナクック・マーベラス・チャーハン 手からボーグを放ち攻撃する。

ロイド安藤
声 - 前田剛
リュウセイ、勝治、ケンがよくたむろするボーグショップ「LOID'S PARTS SHOP」の店長。28歳。ニューヨークのブルックリン出身で、片言の日本語を話す。第49話以外の全話に登場。
使用するボーグはシーザー・カエサル・エンペラー。なおシーザー、カエサルはともにユリウス・カエサルのことである。そのため、意味は「皇帝・皇帝・皇帝」になる。
必殺技はセンチメンタル・アウトロー・ブルース。ハーモニカを吹く黒人が現れる。
解説役になることが多く、他にもリュウセイたちに様々な助言を与えたり、格言でその回を締めたりする。
良心的な大人ではあるが、リュウセイたちを利用する狡猾な面もある。
日本カブトボーグ協会に対して発言力があり、第45話では彼が協会の放漫経営を煽る発言をしたことで協会が倒産寸前の大赤字に陥った。
7年前までブルックリンで相棒のロバートとともに一流のボーグバトラーを目指していたが、ロバートの妹であるキャッシー（声 - 中川里江）を自身の必殺技による事故で死なせて以来、ボーグバトルを引退していた。
眼鏡を外すと片言でなくなり、無精ひげが生える。また、性格も7年前までの荒々しいものへと変貌する。この状態のロイドは第12、14、19、20、24、30、31、43、48、51話で登場する。
好物はマカロニ、パン。パン食を禁じられたことで引越しをしようとした。中華よりもフランス料理が好き。嫌いな食べ物はたくあん。

リュウセイの父親がビッグバンであることを黙っていた。
かつてチャーリー（声 - 松元惠）と名乗り、世界の危機を救っていた。
ビッグバン
声 - 松山鷹志
第1、5、10、14、15、17、18、23 - 26、28、32、33、35、39、41、42、51、52話に登場。
悪の組織ビッグバン・オーガニゼーションの総帥。カブトムシをモチーフとした金色の仮面で素顔を隠し、筋肉質な半裸の上半身にマントを掛けた偉丈夫。その正体はリュウセイの父、天野河大輝である。カブトボーグ界の征服、そして世界の征服を企む。使用するボーグはダークサイド・プレジデント。
必殺技はビッグバン・ファイナル・エクスプロージョン、ビッグバン・チャージ・アンド・トルネード。
第1話にて正体をリュウセイに知られてしまう。そのためリュウセイとは、仮面を付けているときは宿敵同士、仮面を外しているときは仲の良い親子という奇妙な二重関係になっている。
厳しくも優しい父親ではあるが、仮面をつけるとハイテンションな性格になるらしい。
リュウセイを成長させるため自ら試練の壁となっている言動が見られる。
女の子（声 - 樋口智恵子）に変装し、失意のリュウセイを立ち直らせたことがある。
第25話ではボーグバトルマンとして登場し、リュウセイたちにボーグの歴史を教えた。
リュウセイたちと協力し、時限ボーグを駆除している。
ケンの妹・リンリンの言動に胸を痛める場面がある。
カブトボーグ全国大会のテンタイムスチャンピオンであることから、カブトボーグ大会に発言力がある。VIP席で観戦したり、リュウセイに逆シード枠を組ませたりしている。
かつては茨木エイジ（声 - 渡辺明乃）という名で、チャーリー（後のロイド）、順一（後のガルフストリーム笹本、声 - 鈴木真仁）とともに悪のボーグ組織「マッドネス・ローリング・G」から世界を救った英雄だが、後にボーグバトルの世界から姿を消す。長い月日が流れ、再びロイドの前に現れたときにはビッグバンと名乗っていた。

### その他のボーガー
ガルフストリーム笹本
声 - 前田剛
第1、5、10、15、17、24、39、41、42、51、52話に登場。
ビッグバン・オーガニゼーションのNo.2。ビッグバンの側近としてビッグバンからも信頼されている。忠誠心に篤く、自分は進んで目立とうとせず常にビッグバンを立てようとする。ボーガーの中では比較的常識人である。
使用するボーグはバイリンガル･セクレタリー。必殺技はワンハンドレッド・トランスレーション、テンサウザンド・トランスレーションなど。
劇中で初めてリュウセイが倒した相手。第10話（2回）、第41話でも戦っており、ジョニーとともに最もリュウセイと戦っている。
時限ボーグ駆除でリュウセイたちに協力している。その話で素顔が明らかになった。
ビッグバンとロイドとは幼馴染であることが最終話で判明する。
中華三兄弟
声 - 山口眞弓
第3、14、15、20、24、26、32、35、39、50、51話に登場。
食品グループ「幸楽」を経営する大中、中中、小中の3兄弟。3人とも緑色のおかっぱ髪で青の帽子・中華服を着用。語尾に中華料理の名前を付ける。
使用するボーグはチャイニーズ・ラッキー・ハッピー1号 - 3号。必殺技はミストイン・ドッペルゲンガーなど。
15年と48日間にわたって料理の修行を積み、10年前に幸楽を立ち上げて世界中に支店を増やし、新店舗には自ら赴き秘伝の味を叩き込むなどして他店を閉店に追い込んできた。
ライバルの中では比較的出番が多い。
料理人であると同時にボーガーでもあり、戦歴は400戦無敗。バトルで手に入れたお金で幸楽を立ち上げた。リュウセイに幸楽と昇竜軒の命運を賭けたバトルを挑まれ、勝治に勝利したもののリュウセイとケンに敗れて店をたたむことになった。その後幸楽グループがどうなったのかは描写されていないが、アルバイトとしてケンの店で働いている（三兄弟はケンを坊ちゃんと呼ぶ）。第35話でリンリンに解雇されるが、第50話で復帰している。
全国大会地区予選ではいつの間にか敗北している。
三人一組のチームプレイでビッグバンらを倒し、最強のボーガーの称号を手にしたことがある。
ジョニー
声 - 豊永利行
第4、14、15、24、26、32、35、36、39、46話に登場。
本人いわく「何者をも凌ぐスピードとスピリットの持ち主」であり、マダム・ジェニファーいわく「危険な男」。コロシアムの実況からは「敗北の度に名前を変える男」とも呼ばれており、最初はジョニー・ザ・ファーステストと名乗っていたが、登場する度に自身と使用するボーグの名前が変わっている。
住所不定、無職。本名は山田一郎。
使用するボーグは、最初の名前はウェスタン・パイオニア・スピリット。必殺技はウェスタン・バッファロー・シューティング、ハイブリッド・ステルス・テクニックなど。
オープニングにも登場しており、ライバルの中では出番やリュウセイと戦った回数が多い。韓国語版のホームページではレギュラーとして紹介されている。
ロシアにてコーチのストラダイム・シャタコノビッチの下で修行し、ジョニー・ザ・パワーバンドと名を改めたが、全国大会地区予選では準決勝で敗北したり、暴走したリュウセイに一瞬で倒される。
ジョニー・ザ・バニシングポイントと名を改めてリュウセイに勝負を挑んだ際は勝治やケンを破り、愛機の姿を消す必殺技ハイブリッド・ステルス・テクニックと地の利を生かした戦いで、リュウセイを窮地に追い込んだ。しかし修行で動物を虐待していたことでワシントン条約違反として逮捕された。
その後、ジョニー・ザ・機内食はミートプリーズと名を改め、時限ボーグ駆除に協力した他、リュウセイらとともに地下ボーグ組織、デスバレーの秘密基地に乗り込んだ。
第46話では自然と共存する道を選び、相棒のアムールヒョウのブザン（声 - 下崎紘史）とともに行動。ジョニー・ザ・ファイナルカウントダウンとさらに名を改め、自らの強さを磨くため各地の世界ランカーとボーグバトルを繰り広げた。世界の強豪ボーガーを次々と倒していく謎の実力者として世界的な噂となった。
その後、リュウセイに最後の戦いを挑み互角の勝負を繰り広げるが、修行の疲労が募り倒れる。その際、ブザンを元居たロシアの森に返すことをリュウセイに願った（勝負の勝敗結果やジョニーの生死は不明）。
春子（声 - 中川里江）という名の恋人がおり、旅立ちの際に別れたようだが、その後も付き合いは続いていたらしい。母親の早苗（声 - 中尾友紀）は非常に若い容姿をしている。
板里網子（いたり あみこ） / ベネチアン
声 - 宍戸留美
第7、14、15、26、32、45、47、51話に登場。
自称・天才美少女仮面ボーガーでリュウセイの同級生でもある。ベネチアンに扮装している際はイタリア語の単語を頻繁に使用する。
使用するボーグはサンタルチア・ポマドーロ・ルネッサンス、必殺技はベネチアン・パスタ・クラッシュ、ベネチアン・イカスミ・フラッシュ。
オープニングに登場している。DVDセットの特典で彼女のなりきりセット（仮面、胸のリボン）が封入された。
イタリア貴族だった先祖はアメリカが発見された20年後にアメリカに移住しようとしたが難破して日本に漂着。子孫は今でもそこで暮らしている。
弟、妹と寝たきりの両親・祖父母がおり、日々オリーブオイルを振っただけの素パスタを食すという貧乏な生活を送っている。
チロリアン（声 - 並木のり子）、カナリアン（声 - 中川里江）とともにイベントを開催して人気を博したことから、パスタにケチャップを使えるようになる。
全国大会地区予選ではいつの間にか敗北しており、ロイドいわく、「実力はいまいちだが、彼女ら三姉妹（ベネチアン、チロリアン、カナリアン）の人気はボーガーたちの間では高い」。
天野河銀河
声 - 中村太亮、大川朝美（幼少期）
初登場は第10話。リュウセイの兄だが、父の厳しい教育に耐えかねて4歳のときにドイツへ家出する。リュウセイとは違いクールな性格の持ち主。
使用するボーグはヴァイス・ツェッペリン・ケーファー。必殺技はゼアレクストガラクシーシュトーンスマクシマールコメートなど。
生活のために大道芸人、靴磨き、花売り娘と経た後、ボーガーとしての才能が開花する。ヨーロッパボーグバトルリーグのチャンピオンとなった。
父とカブトボーグを憎んでいたが、リュウセイとの戦いの中で考えを改める。
ドイツに帰化したためドイツ代表バイス・バロンとして予選進出した。世界大会編が準々決勝第1試合で終了してしまったため、その後の成績は不明。
全世界に侵攻するビッグバンオーガニゼーションと戦っていた。
ボーガーX
声 - 小川輝晃
第11、14、15、24、26、32、39、51話に登場。「闇討ちボーガーX」と恐れられる仮面のボーガー。日常でも仮面をかぶって生活しているが、飛行機の搭乗の際には仮面を外していた。ビッグバンとは気が合う。
使用するボーグは今までに奪ってきたオプションパーツを搭載しているコングロマリット・ナイト・フェスティバル。必殺技はサマーナイト・エンドレス・メモリーズ。
恋人の瞳と交際していたが、オプションパーツを持っていないことを理由に2年前に家を出て行かれた。その出来事から、全てのオプションパーツを手に入れるため闇討ちボーガーXとなった。
夜道で気の弱いボーガーからオプションパーツを奪う悪事を働いていたが、リュウセイに敗れて改心する。その後ボーグエンジニアとして活躍しているらしい。
彼もまた全国大会地区予選ではいつのまにか敗北している。
田嶋、桜井、中村
声 - 山崎みちる、水野愛日、吉田麻子
第5話に登場。クラスでは目立たないガリ勉3人組。ビッグバンによって教育されたボーガー。
使用するボーグはローズヒップ・ストレンジ・ワイズマン。必殺技はハイヤー・パーフェクト・エデュケーション。
ボーグバトル中に相手に難しい計算問題を仕掛けて攻撃する。ケンは倒したものの、リュウセイと勝治に敗北した。
米田稲造（よねだ いなぞう）
声 - 楠見尚己
初登場は第6話。リュウセイが住む町の市長で、米を愛するあまりに米以外の主食を禁じる条例を制定した。
使用するボーグはライジング・ライダー・ライス。必殺技はブラッディ・トラクター・イッツユー。
違法オプションパーツの装着、ボーグフィールド上にご飯をばら撒いて走行を妨害するなど、卑劣なバトルスタイルをとるがリュウセイに敗北して市長の座を追われる。
第14話で再登場し、リュウセイの味方としてブラックゴールド団と戦った。その際は再び市長と呼ばれている。
ケンとは第6話の縁があったのか仲がいいらしい。
市役所サービスセンターズ
第6話に登場。米田の部下で、リュウセイが住む町の市役所職員グループ。
使用するボーグは不明。必殺技は税金をつぎ込んで編み出したツヴァリング・オリエンタル・ライスボール。
地域振興課 飯村（めしむら）ヒデトシ（声 - 下崎紘史）、健康福祉課 稲本シンジ（声 - 加古臨王）、街づくり推進課 水田（すいでん）シュンスケ、生活衛生課 俵町ミツオ（声 - 蓮岳大）、交通安全課 狩野ジュンイチの5人からなる。
リュウセイ、勝治に敗北。
第18話ではボーグバトル全国大会前日の記者会見でリュウセイそっちのけでビデ田中にインタビューをしていた。
勝治の祖父
声 - 郷田ほづみ
第8話に登場。パイロット、レーサー、サッカー選手、野球選手、カウボーイ、闘牛士、ダイバー、ファイナンシャルアドバイザー、マーケティングプランナーまでさまざまな経歴を持つ。
使用するボーグはカムヒア・グランドファーザー。必殺技のメモリアル・メリーゴーランドは第49話で孫の勝治に受け継がれている。
ボーグ歴はわずか一日の素人だったが、勝治によるコーチ、オプションパーツ、68年間の思い出をリュウセイにぶつけて善戦する。しかしリュウセイの壮大な未来設計の前に敗北を喫する。
勝治への愛情が深い。勝治が急病で入院した時は病院内までバイクを乗り入れて駆けつけたり、小遣いを沢山あげたり、夏休みの宿題を終わらせた褒美に海外旅行に連れて行ったりしている。
石田百合江
声 - 高乃麗
第9話に登場。石田一の母親でオバサンボーガー集団のリーダー格。息子の影響でカブトボーグに夢中になり、家事をせずボーセン（ボーグセンター）に入り浸る不良主婦となり、石田を元の家庭に戻そうとする勝治にバトルを挑む。
使用するボーグはゴールデン・オバサンファイヤー、必殺技はストリート・バーゲンセール・フラッシュ、ローリング・スピード・ハイテンション。
おばさんならではの行動がそのままバトルスタイルとなっており（チャージ回数を3回から4回にまけてもらう、割り込み、休憩など）、勝治を追い込んだ。
若いころはレディースに所属しており、その頃の思い出が蘇って必殺技を繰り出すが、勢いあまってリングアウトして敗北。その後は普通の主婦に戻ったらしい（ただし姿は不良の時のまま）。
ロバート
声 - 高塚正也
第12話に登場。組織「ビッグアップル」のトップに立つカブトボーガー。7年前までロイド、シェリル、妹のキャッシーと行動を共にしており、ブルックリンで賞金を稼ぎ、掃き溜めから抜け出すためロイドと共にボーグバトルをしていた。
使用するボーグはブルックリン・ボトム・デザイア、必殺技はミッドナイト・テンダー・ヒットマン、ミッドナイト・テンダー・ヒットマンズ。
ギャング（声 - 西松和彦）に妹のキャッシーを人質にとられて出来レースを強要され、ロイドに八百長を頼むが断られた過去がある。その際にロイドの必殺技によって死んだキャッシーの仇をとるため、ロイドに対戦を持ちかけることとなって敗北するも、ロイドの計らいでシェリルと一緒になった。
ドクターネオ
声 - 石井康嗣
第13話に登場。ビッグバンの海外遠征中にリュウセイの町を征服しようと企んだ。
使用するボーグはシャドー・ブラック・クラッシャー・ゼロ、必殺技はダーク・クリスタル・ファイヤー、ダークシャドー・ブラックホール・デストロイ。
ビッグバン・オーガニゼーションの留守を狙ったり、修行中のリュウセイに刺客を送り込むなど現実的な方法で征服を実行し、ケンと勝治を破るも、リュウセイに敗北した。最近寝不足で夢を見ていないらしい。
シャングリラ小川
声 - 不明
第15話に登場。使用するボーグは不明。
ビッグバンオーガニゼーションに所属しているボーガーで角付きの覆面が特徴。今回の地区予選のダークホースと目されている。戦闘力は未知数であり、ビッグバンオーガニゼーションの隠し玉と言われていたがいつの間にか敗退していた。17話では笹本とともに全国大会に出場するアニマル斉藤の付き添いをしていた。
篠原真之介
声 - 中川玲
第15話に登場。
使用するボーグはベビーフェイス・マッドガーゴイル。必殺技はレイニーデイ・エンドイット・ダーリング、シャイニーデイ・サドンリー・シーユーアゲイン。
1歳4か月の乳児にして10年に一度と謳われる天才ボーガー。母親の真弓（声 - 鈴木真仁）とともに戦う。「バブー」という言葉のみで会話し、相手に自分が言っていることを理解させない。逆に相手の言っていることが理解できないため精神攻撃は通用しない。
ジョニーなどを下して決勝まで進出したが、リュウセイの子守唄によって眠ってしまい地区予選に敗北。リュウセイいわく、赤ん坊には信念がないらしい。
その若さの割に必殺技は大変渋い。
アニマル斉藤（アニマル さいとう）
声 - 竹内幸輔
第17話に登場。
使用するボーグはワイルド・ワックス・トライアングル。
ビッグバンオーガニゼーション所属のボーガー。「A」と書かれた服を着用しており、2本の角が生えたヘルメットを被っている。ボーグバトル全国大会東ブロックトーナメント第1回戦でリュウセイに敗北する。
ホセ・ソルプレッサ
声 - 蓮岳大
第17話に登場。
使用するボーグはアステカ・ヘラクレス・スペラクルス。
ボーグバトル全国大会東ブロックトーナメント第18回戦のリュウセイの対戦相手。地元では「テクニコ」と呼ばれている。高地にあるメキシコシティで育ったため、空気の薄い場所でも平気で居られる。メキシコ人だが「全国」の意味を勘違いし、日本の全国大会に出場したため失格負けとなった。
デンジャラス小林
声 - 下崎紘史
使用するボーグはデイン・デンジャー・デンジェスト。
第17話に登場。
ビッグバンオーガニゼーション最強の刺客と呼ばれるボーガー。ボーグが発火するほどの力と速さでチャージをする。ボーグバトル全国大会東ブロックトーナメント第19回戦でリュウセイと対戦するも、ヘリで富士山の頂上に降りてきたため急性高山病で倒れ敗北する。
ゴンザレス
声 - 千々和竜策
初登場は第18話。
使用するボーグは不明。必殺技はドライビング・オーバーヘッド・トルティージャ。
「パエリアのマタドール」と呼ばれている闘牛士の格好をしたボーガー。黄金のカルテットの一人。ボーグバトル全国大会決勝戦に備えて修行をしているリュウセイの前に現れ、世界の実力を見せつけた。語尾に「オーレ」と付ける。
黄金のカルテットは全員世界大会に出場したが、最終成績は不明。少なくとも予選は勝ち抜いている。
ジャイルジーニョ
声 - 下崎紘史
初登場は第18話。
使用するボーグは不明。必殺技はダンシング・カポエラ・ルーレット。
「サンバの魔術師」と呼ばれているボーガー。黄金のカルテットの一人。語尾に「ジャネイロ」と付ける。
ムスタファ
声 - 松本忍
初登場は第18話。
使用するボーグは不明。必殺技はゴッデスト・デザート・ファルコン。
「カルタゴの鷹」と呼ばれているアラブの民族衣装を着たボーガー。黄金のカルテットの一人。語尾に「アラジン」と付ける。
ラモン
声 - 西松和彦
初登場は第18話。
「神の子」と呼ばれているボーガー。黄金のカルテットの一人。口数が少ない。リュウセイに「世界の壁は越えるものではなく壊すもの」とアドバイスする。
ビデ田中
声 - 竹本英史
初登場は第18話。
使用するボーグは不明。必殺技はストリーム・グローバル・ウェーブス（フットボーガーとしての技）、セントラル・ルーティング・バナナシュート。
日本人で初めてイタリア、スペイン、イングランドなどのボーグリーグに所属したフットボーガー選手で、ボーグバトル全国大会決勝戦前に、ヨーロッパリーグから帰国してきた。ボーグバトル全国大会終了後に、引退するという噂が流れている。
ビッグバンと互角の実力を誇るが、リュウセイと日本代表を争い敗北。かつてフランシーヌと戦い惨敗したらしい。
カオリ・シオリ
声 - 長沢美樹、寺田はるひ
第19話に登場した自称双子の美人姉妹。
使用するボーグはセクシーアタック1号、2号。必殺技はアモーレ・アラモード・ウインク、アモーレ・デリシャス・バストリバー、ツインズ・ビューティフル・ビーム。
お色気攻撃が得意であり、芸能界デビューを目論む。カブトボーグ日本チャンピオンのリュウセイを倒して名をあげようとしたが、成り行きで戦った勝治とケンに敗れた。
シャル・ルドゴール
声 - 高瀬右光
第20話に登場。フランス料理店「シャル・ルドゴールグループ」の総帥。ボーグバトルのセンスは皆無である（チャージインすら満足にできないほど）。
使用するボーグはフランベ・ドゥ・テリーヌ・フォン・ド・ボー。必殺技はアテリーヌ・マリネ・トリュフ・マッシュルーム、ワイヤード・ドリーミン・マリオネット（ただし、リュウセイが出した技）。
モンテスキューとは長年のライバルであり、彼にボーグで勝つためリュウセイにボーグバトルの指導を請おうとあえて昇龍軒の斜向かいに店を進出させ、料理を振る舞うことで彼らの退路を断つ。
10-1ハンディキャップバトルでモンテスキューに挑み9連敗するも、自分と二人羽織したリュウセイのおかげで勝利する。しかし本人は後のインタビューの際、自分の実力で勝ったと驕り高ぶったため「どういう性格してんだ！」とリュウセイを怒らせた。
モンテスキュー
声 - 永野善一
第20話に登場。一流フランス料理店のオーナー。
使用するボーグはエスプリス・コンダ・エスプレッソ。必殺技はフレンチドレッシング・フレンチブルドッグ。
シャル・ルドゴールの料理やボーグバトルにおけるライバル。料理での実力は拮抗するらしいが、ボーグバトルの実力はルドゴールより上。リュウセイの口車に乗って、10戦して1勝でも負けたらルドゴールが勝つというハンディキャップバトルを挑む。9連勝して実力の違いを見せつけるものの、最後はルドゴールのふりをしたリュウセイに倒されてしまった。
ボーグ伯爵
声 - 辻親八
第21話に登場。カブトボーグのためなら何でもすると豪語するほどのコレクターで、リュウセイの町にカブトボーグ大博覧会を開いた。
使用するボーグはグランド・ライオネス・キングダム。必殺技はロイヤル・スリーライオンズ・アールグレイ。
医者、マドンナのリカ（声 - 明坂聡美）、勝治の母に変装してエレクトリカルスピードワゴンを手に入れることに成功したが、お互いのマシンを賭けた戦いを挑まれ、リュウセイのマシンを借りた勝治に敗れてしまった。
バーバラ
声 - 長浜満里子
第23話に登場。ゴルゴンジムのインストラクターで、ボディビルドの全米チャンプ。ボーグバトルのカリフォルニアチャンピオンでもある。
使用するボーグはパンプアップ・クインビー。必殺技はベンチプレス・プルオーバー・デッドリフト。
ボーグバトル中には筋骨隆々になる。リュウセイら3人に素質を見出し、ボディビル大会で優勝させようと彼らを鍛え上げた結果、リュウセイはチャージが思うようにできなくなり、勝治は隣のクラスのマドンナの茨木まり子に嫌われたため、2人から減量メニューを組むように言われる。それに反対し、リュウセイと対戦するが敗北する。
ノリミ
声 - 樹元オリエ
第26話に登場。恋人に振られ自暴自棄になっていたところを不良に絡まれるがケンに助けられ、相思相愛の仲にまで発展する。
世界大会に出場するリュウセイとともに海外へ出発するケンを引き止めるため、空港まで駆けつけケンに勝利するも本性を恐れたケンに逃げられてしまった。
使用するボーグはホリデー・ロマンス・ローゼス。必殺技はセンチメンタル・チャーミング・スコーピオン。
ジャンマイケル・マックラクラン
声 - 天田真人
第28話に登場。世界大会アメリカ代表。本大会で一番優勝に近いと目されている。
使用するボーグはボーグ・ウルフ・ヒトゲノム。
世界大会予選ではあえて旧規格のカブトボーグで戦い予選進出した。
新しいカブトボーグの扱いに苦しむリュウセイにアドバイスを送ったりと、好人物である。最初は反発していたリュウセイとも和解し、正々堂々勝負すると誓い合う。
世界大会編が準々決勝第1試合で終了してしまったため、その後の成績は不明。
第46話にて再び登場。ジョニーに勝負を申し込まれて戦ったが勝敗は不明。
フランシーヌ・パンナコッタ
声 - 平田絵里子
第28話に登場。世界大会フランス代表。
使用するボーグはモンマルトル・グランパド・ドゥ。
気が強く、ビッグマウスで負けず嫌いの女性。一人称は「ボク」。日本代表であるリュウセイに「ビデ田中を含む11人対自分ひとりの変則バトルを行い、2分で決着がついた」と豪語する。ただし勝ったとは明言しておらず、彼女を知っているらしい天野河銀河によると、それは虚勢だという。
ボーガーとしての実力は超一流であり、世界大会予選を第2位で勝ち抜いた。世界大会編が準々決勝第1試合で終了したため、その後の成績は不明。
タージ・マハド・モハメド・アル・サウード
声 - 細谷佳正
第28話に登場。世界大会UAE代表。通称「モハメド殿下」。
使用するボーグは不明。
ある王室の第三王子。豊富な資金でマシンを開発し、科学的トレーニングなどで急速に実力を伸ばした。世界大会のダークホースと評されている。
世界大会予選を第1位で勝ち抜いた実力者。世界大会編が準々決勝第1試合で終了してしまったため、その後の成績は不明。アナウンスによると準々決勝まで勝ち進んだらしい。
プルート、アトラス
声 - 斎藤志郎、柳沢栄治
第29話に登場。ジュディを下してリュウセイのトムキャット・レッド・ビートルVを奪い取り、勝治・ケンを相手にリュウセイのマシンの奪回を賭けて戦った。表のバトルには出られないものの、世界クラスの実力を持つ。
使用するボーグはプラネット・オブ・ジ・アイス、アトランティック・ゴールド・スカラベ。
プルートはダークバトルチャンピオン。パートナーのアトラスは地中海の刃と呼ばれている。違法オプションパーツ（鉄球、刃の翼）で勝治・ケンに挑むものの、さらに凄いオプションパーツ（プロペラ&ミサイル、巨大ロボ「ミラクルグッドテイストケンダイザー」）で返り討ちにされた。
カメーダ・カーメダ
声 - 石井真
第30話に登場。世界大会エジプト代表で、1回戦のリュウセイの対戦相手。
使用するボーグはカメンラー・カルラック。
必殺技はエジプティアン・スフィンクス・グランドスラム、グローイング・トラップ・インサイダー。
父（声 - 伊藤栄次）の工作によって不戦勝のままエジプト代表に輝いた。アフリカにて買収されたであろう連盟スタッフから反則を許され、リュウセイに対し有利な状況（チャージ10回&違法パーツ）で試合を挑むものの、リュウセイに直接危害を加えた父が観客から石を投げつけられ、その隙を突かれて敗北する。その後すぐ父とともに動物などの怒りによって粛清された。
ワグネル・ペレイラ・カルドーソ9世
声 - 岩崎征実
第31話に登場。天然ボーグが主流で、世界地図にも載っていないヨーロッパの小国であるアマラオ王国の国王。勝治の大ファン。語尾に「だオー」と付ける。
使用するボーグはプラチナ・ダイヤモンド・クラウン。必殺技はバリアブル・インギング・キャッスル
王様は絶対という権力を濫用してボーグバトルでボウリングや野球をはじめ、違法プレーを乱発する。
勝治をもてなすものの王国がクーデターに遭い、勝治、ケリー将軍、アンジョルラスらとボーグバトルを繰り広げるが、お客様の立場である勝治に敗北する。
ケリー将軍
声 - 下崎紘史
第31話に登場。クーデター軍部代表。
使用するボーグはジェネラル・サージェント・ペッパー。必殺技はコマンド・スキンヘッド・ソルジャー。
ボーグバトル中に狙撃兵を遣わすなど違法プレーが得意。彼もまた勝治に敗北する。語尾に「だケリー」と付ける。
アンジョルラス
声 - 細谷佳正
第31話に登場。クーデター民衆代表。
使用するボーグはレボリューション・エボリューション・コンセントレーション。必殺技はシャイニング・パワー・オブ・デモクラシー。
ボーグバトル中に地雷を設置するなど彼もまた違法プレーが得意。勝治に敗北する。語尾に「だラス」と付ける。
ニュートン・カーティス
声 - 増田裕生
第30、32話に登場。25歳。世界大会にはイギリス代表として、無名の選手を装い「トーマス・アルバート」という名前で出場する。準々決勝第1試合でリュウセイと対決。30話ではトーマスの姿で飛行機内で眠っていた。
使用するボーグはジニアス・チャンピオン・ジュニア。必殺技はロンドンブリッジ・フォーリンダウン・バースト。
一時国際カブトボーグ協会IKAのライバル団体WKCの刺客と疑われていたが、潔白が証明される。
かつて歴代最年少の15歳で世界チャンピオンに輝いたものの、その後はチャンピオンの重圧に負けて鳴かず飛ばずになっており、世間から「10で神童、15でチャンプ、20歳過ぎればただの人」と呼ばれるようになっていた。
最年少記録を大幅に塗り替えてしまうリュウセイの優勝を阻もうと、彼に闘争心をむき出しにしていた。
対戦中、正体を隠していたことをリュウセイに責めたてられるが「君が僕に負けても失うものは無い」とリュウセイに言い放ち、リュウセイが動揺した隙をついて勝利する。
準決勝以降の成績は不明。
しろくまピーク
声 - 下崎紘史
第34、51話に登場。7歳。動物園の人気アイドル。
使用するボーグはアイスバーン・ワイルド・ワイルド・シャウト。必殺技はアークチック・ポーラー・ビッグウェーブ。
動物園生まれのホッキョクグマで、母熊ピンクに育児放棄されたところを飼育係の低一（声 - 新垣樽助）に育てられ、その際にカブトボーグを仕込まれた。
なかなかの実力者だったがリュウセイに敗北。後述の死神を除けば作中唯一の人間以外のボーガー。負けた後もリュウセイと健闘を称え合うスポーツマンシップ溢れるボーガーである。
クロード千秋
声 - 上田陽司
第35話に登場。リンリンの料理の先生。片言の日本語で喋る。
使用するボーグはショコラ・ドゥ・パリジェンヌ。必殺技はエッフェルアタック・エクレール。
本場の味の受け入れづらさを解消するため、龍昇家に伝わる秘伝のタレを狙っており、そのためにリンリンに店をリニューアルさせた張本人。同じくタレを探すケンに戦いを挑み、リンリンを利用したことに怒ったケンに敗北。
中島トメ、中島カネ
声 - 木村亜希子、樋口智恵子
使用するボーグはジ・ピーナッツイエロー&ブルー。
第37話に登場。ボーグ工場の跡取で、工場のある中島島では仲の悪い双子として有名。島民もトメ派・カネ派に分かれて争っている。
産まれた時から何をするにも気が合わず争ってばかりいるが、制止に入った父親を弾き出す時だけは気が合う。
自身を叱咤した勝治に惚れ、彼を賭けた変則ボーグバトルが父の買収によって勝治対中島姉妹、リュウセイ、ケンの無法バトルへと発展する。勝敗は不明。
浜田操（はまだ みさお）
声 - 杉本ゆう
第38話に登場。リュウセイの元友人。
使用するボーグはマッド・クリムゾン・プリズナー。必殺技はオービタル・ハイスピード・ランナウェイ。
リュウセイとは同日に生を受ける。エル・マスカラス幼稚園時代、小学生時代にリュウセイとともに最強タッグを組んだが、リュウセイに無実の罪をうっかり着せられ（しかしリュウセイは覚えていないの一点張り）、アルバゴラズ刑務所に入獄する。その後、刑務所一のボーガーであるジェームズ・イルマーレ、悪徳看守、刑務所所長ビッグボスに勝ち抜き刑務所のボーグチャンピオンに輝き、囚人たちとの協力、犠牲を得て脱獄した。
滅茶苦茶にされた人生をやり直すためリュウセイに戦いを挑むも彼の武勇伝には及ばず、7年前の百円の借りを引き合いに出され敗北する。
望月先生
声 - 下崎紘史
第38話に登場。使用するボーグは不明。4年前、リュウセイのクラスの担任教師だった男。正体はマッドサイエンティストで、噂を聞きつけたリュウセイと操に倒されるも操を通報。裁判にも立ち会った。
銀次
声 - 岡村明美
第40話に登場。ボーグスリの名人。正体はリュウセイの通う小学校の美しい給食のおばさん。
使用するボーグはダーク・スポット・ネプチューン。必殺技は相手のボーグの装甲を次々と剥がす親指返し、二本指渡し、小指突き、指関節掴み。
カブトボーグに夢中になった子供たちが挨拶をろくにしないことに腹を立てていたところ、ある宇宙人の男（声 - 内藤玲）の国にカブトボーグを送ることになり、ボーグスリ名人として不良からカブトボーグをスっていった。大学時代スリ同好会に所属していた（プロを目指していたわけではないらしい）。
ケンのボーグをスったことがキッカケでリュウセイと戦うことになり、敗北するもロイドの知り合いたちから沢山のボーグを支給してもらった。
シドニー・マンソン
声 - 亀山助清
リュウセイ、勝治、ケンの友人であり、大人。唐突に出てきたにもかかわらずあたかも最初から存在したレギュラーキャラクターかのような扱いを受ける。つまるところ、一発ギャグのゲストキャラクター。
使用するボーグはハウリング・ロデオ・ドライブ、必殺技はグランピアノ・ヒーリング・フォルテッシモ。
LOID'S PARTS SHOPで出会ってリュウセイと対戦し、やがて彼らの仲間になった。
天才ピアニストでもあり、その才能を惜しげもなく発揮した華麗なバトルスタイルの持ち主。
リュウセイたち3人にリズムによる協調性を教えた。マンソンは4人のチームバトルの軸であり、彼らのコンビネーションは無敵の強さを誇る。
第41話にのみ登場するキャラクターだが、回想に使われた第5、14、28、32話のシーンに姿が映っている（全て合成）。
アニマックスの特番「決定!ワンランク上の大人が選ぶカブトボーグベストテン」ではロイドいわく、番組の脚本、監督、演出全てに関わったらしい。
ビッグバンローゼス
第41話に登場。ビッグバンオーガニゼーションの刺客であるデスメタルバンドで、UK出身。ボイス担当のメリーアン（声 - 藤田記子）、ギター担当のエイミー（声 - 不明）、ベース担当のグロリア（声 - 中川里江）、ドラム担当のサダコ（声 - 石橋美佳）の4人からなる。
使用するボーグはヘルボイス・リズムクラッシャー1、ヘルギター・リズムクラッシャー2、ヘルベース・リズムクラッシャー3、ヘルドラムス・リズムクラッシャー4。必殺技はロアリング・デビル・ファイナルカット。
デスメタルの演奏でリュウセイ、勝治、ケン、マンソン4人のチームワークを乱すも敗北。
バーバリカン高崎
声 - 乃村健次
第42話に登場。ケンの店のはす向かいに建った床屋｢高崎バーバリカン｣を経営。客の頭をカブト刈り（カブトムシやクワガタの角の形）にするのが趣味で、やがてそのヘアースタイルが流行し、カブト刈り同士でかち合うカブトバトルという競技が生まれ、カブトボーグを衰退させるほどの人気を誇った。カブトバトルでカブトボーグを根絶しようと企み、劇中では彼を主人公とした番組「人間昆虫カブトヘッド5×5=25」が放映された。
使用するボーグはパンチ・パワー・パーマネント・マックス。必殺技はブラインド・シャンプー・ショックウェーブ。
ケンと勝治を倒すほどの実力者だが、カブトヘッドに没頭していたためボーグバトルの腕が落ち、リュウセイに敗北する。結果人々の髪型を元に戻すこととなり、カブト刈りをすることは禁止された。
村 正彦（むら まさひこ）
声 - 津田健次郎
第43話に登場。アミューズメント会社「ハードキャッシュ」の社長を務める新進気鋭の若手実業家。カブトボーグは得意ではない。
使用するボーグはワンコインボーグの集合体である「ビッゲスト・カンパニー・ニューウェーブ」。必殺技はコンテンポラル・インディペンデント・ヘッドハンティング。
安価でどこでも手軽にボーグバトルが楽しめる「ワンコインボーグ」を販売し大ヒットさせ、社会現象にまで発展させるが、その反面ボーグが不法投棄され、ボーグ職人は立場を無くす。これを否定し勝負を挑んできたリュウセイに変則ルールバトルで社員全員で立ち向かうが敗れ、社長の座をも追われてしまった。セリフの最後に「俺はどっちでもいいけど」と付ける。
ザ・マミー
声 - 上田陽司
第44話に登場。エジプトのピラミッドからやって来た謎のミイラ男。一人称は「ワレ」で、語尾に「タイ」と付ける。
使用するボーグはツタンカーメン・クレオパトラ・スカラベ。
ボーグバトル大会でリュウセイと対戦。予言と称しリュウセイを逆上させ1勝するも、2度目のバトルでは通用せず敗退する。
サンタクロース
声 - 西松和彦
第47話に登場。クリスマスまでに彼女を作って一緒に過ごしたいというケンの願いを聞き入れる。
その後マキコと別れさせてくれと懇願するケンとボーグバトルで対決し、勝利する。
使用するボーグはトナカイ型のシャイニング・コエディアン・ルドルフ、必殺技はリトル・ドラマー・ジングルベル。
本田山マキコ
声 - 折笠富美子
第47話に登場。九州で有名なカブトボーグの大企業を経営する本田山家の令嬢。ワガママな性格で、全てを支配でき、何でも思い通りにできると豪語する。ケンを精神的に追い詰め、自身と別れたいケンとボーグバトルで対決する。真の目的はリュウセイに近づくためにケンのポストを奪うことだったが、敗北。加えてリュウセイからは「性格も何もかもが不細工」とまで言われる。
使用するボーグはクラッシャー・ビューティー・エレガンス、必殺技はサイレント･ウインター・ホワイトワンダーランド。
セリフの前に「ってゆーか」と付ける。
死神
声 - 家中宏
第49話に登場。勝治の前に登場した死神。普通は人間には姿が見えない。
人の死を管理するのが仕事で、南の島で出会った少女・ヒナーノたちの死期が近いことを勝治に知らせ、彼女の未来を変えようとする勝治と文字通り命を賭けたボーグバトルで対決し、敗北。ヒナーノたちは生存したものの、勝治の寿命は残り僅かとなり彼とヒナーノを仲直りさせるきっかけを作った。
使用するボーグはブラックホール・デス・シックル、必殺技はジャッジメント・ディープ・クラッシュ。
レベッカ・ゴールドバーグ
声 - 根谷美智子
第14、52話に登場。14話ではまだ台詞はなく名前は不明だった。ブラックゴールド団首領が亡くなった後、首領代理になる。
ビッグバンの血を受け継ぐリュウセイに悪の素質を見出し、ブラックゴールド団の新首領に勧誘するが断られる。
その後市営コロシアムを襲撃し、止めに来たリュウセイと対決するも敗北し、悪あがきも虚しくブラックゴールド団は解散することになった。
タイヤを使用しない多脚型タイプのブラックボーグ、シェルター・ザ・マッドネスを使用する。直角に動いたり相手ボーグの上に乗りかかるなど変則的な動きができる。必殺技はスカーレット・インクリボン・ローズ、バーンアウト・スピニング・クラッシュ。
バルカン
声 - 岩崎征実
第52話に登場。使用するボーグは不明。必殺技はハードレイン・タックル。マッドネス・ローリング・Gの幹部。エイジ、チャーリー、順一にあっさり倒される。
ジャッカル佐々木
声 - 遊佐浩二
第52話に登場。かつて世界を征服しようと企んだ悪の組織マッドネス・ローリング・Gの首領。
使用するボーグはアンフラッグ・クレッシェンド・スロー。必殺技はローリング・スカイ・ザ・ストロング・サンダー。
正体は茨城エイジの家の隣人で幼馴染の千賀子（声 - 葉月絵里乃）で、ボーグバトルに夢中で構ってくれないエイジに対しジャッカル佐々木として対立した。最後はエイジとの戦いで力尽き、それがエイジがボーガーを引退するきっかけとなった。

### その他の登場人物
さやか
声 - 山本ひかる
第1話に登場。リュウセイのクラスのマドンナ。ギャラクシーカップ決勝戦前に自信を失ったリュウセイを引き止めようとするが、彼女の言葉によってリュウセイは立ち直る。
以降も彼女の色違いのマドンナが複数人登場するが、一部を除き大体の性格や役目は同じで、毎回のように「○○のマドンナ」と呼ばれる。そのうちの1人はリュウセイの必殺技で撃退されている。
さやか自身は32話で再登場している。
勝治の母
声 - 仲尾あづさ
第2、8話で勝治の病を心配している。
第21話に登場した勝治の母は変装したボーグ伯爵であり、エレクトリカル・スピードワゴンを奪おうとした。
第31話ではアマラオ王によってアマラオ王国に連れていかれた。
第48、49話で勝治、祖父とともに家族旅行に出かけた。
龍昇リンリン
声 - 寺崎裕香→鮭延未可(#35 - )
第3、8、14、20、32、35、47、48、50話に登場。ケンの妹。
リュウセイと勝治が特訓している現場に連れて行き、勝負に怖気づくケンを叱咤激励したり、ブラックゴールド団と戦うケンに中華まんを作り、泣きそうになりながらもケンを見送った。
中華屋の娘だが、スイーツ作りに情熱を燃やす野心家である。父親がぎっくり腰で入院したときは、ケンのことを無視し昇龍軒をスイーツ昇龍軒に全面改装してしまった。その際中華三兄弟がリストラの憂き目にあい、ケンは屋台を押し付けられて追い出された。
カブトボーグは単なる遊びであり、ボーガーを常識知らずと見なしている数少ない人物だが、自身も第3話でボーグバトルでの物事の決着を嫌がるケンを説得し、ボーグバトルでの決着を勧めていた。
マダム・ジェニファー
声 - 井関佳子
第4、10、32、36、38、51話に登場。
世界中のボーグバトルの情報が入ってくる情報屋「マダム・ジェニファーの店」の女主人。
リュウセイたちにジョニーの情報、兄・銀河の存在、浜田操の情報を教えた。
リュウセイの実力と男ぶりを認めている。
西山茂一（にしやま しげかず）
声 - 中川玲
リュウセイたちのクラスメイト。見た目はケン曰く真面目そうな顔。第4、32、36、38、41、42、48、52話に登場。ジョニーやビッグバンの攻撃を受けてやられた状態で登場することが多い。ロイドには「ウエストさん」と呼ばれる。
カブトボーグをいくらか嗜んでおり、何人かの友人とボーグバトルをしていることが多い。友人の話によると、凄いマシンを買ったらしい。
正体は国際刑事警察機構（ICPO）所属の少年刑事であり、ワシントン条約違反を犯したジョニーを逮捕した。刑事であることは内緒にしている。
美奈子
声 - 片岡あづさ
第5話に登場。リュウセイのクラスのアイドル。制服のようなベストを着ている。リュウセイの父が経営する塾に通っていたが、塾に纏わる不穏な噂に不安を抱いており、それが元でリュウセイたちは調査に乗り出す。
出番は少ないが第32話でさやかなどとともに再登場した。また、隣のクラスのアイドルとして彼女の色違いの少女アユミ（声 - 仲井絵里香）が21話に登場している。
石田一
声 - 永井幸子
第9話に登場。リュウセイのクラスメイトで、石田百合江の息子。母が不良主婦となり、家事を追われ勉強をする暇が無くなり、宿題を忘れるようになった。同じクラスの相馬友子と付き合っている。
相馬友子（そうま ともこ）
声 - 山田茉莉
第9話に登場。リュウセイのクラスの班長で、若干きつめの少女。リュウセイ、ケンは彼女に叱られたいと思っているが、彼女自身は2人をボケで下品で野暮だと思っている。
石田一と交際しており、石田が最近宿題がおろそかになっていることを勝治に相談する。
瞳
声 - 清水香里
第11話に登場。ボーガーXの恋人であるOL。22歳、おとめ座、AB型。
2年前、オプションパーツを持っていないという理由でボーガーXを見限ったが、後に彼が闇討ちをしていることを知る女の子。ボーガーXがリュウセイに敗北した後は再びボーガーXと暮らすようになった。
シェリル
声 - 岡村明美
第12話に登場。ロイドのブルックリン時代の友人。組織ビッグアップルの一員だったが、ロイドにロバートを止めてもらうために組織を抜け出す。
マダム・ジェニファーの店にてロイドと再会し、事情を説明するが断られる。その後、ロイドをおびき寄せるためにロバートに捕らわれてしまう。
ボーグ仙人
声 - 外波山文明
初登場は第13話。タカオマウンテンに住む仙人で、必殺技の習得にいそしむリュウセイを導いた。
第24話では臆病なリュウセイに無一物の極意を授けた。
ブラックゴールド団首領
声 - 小村哲生
第14話に登場。12時丁度に200億台のブラックボーグを放って世界征服する計画を立案したが、リュウセイたちが本拠地に進攻していると知り、計画を変更して11時30分に86億台のブラックボーグを放った（独自に悪の組織の敗北パターンを分析した結果、「最初に立てた計画に固執し、自身が劣勢になっても計画を変更しないこと」が敗北の要因になると判断したため）。
第14話の次回予告のナレーションよると、世界征服を果たしかけたものの、「ジメジメしていて嫌だった」と地下から地上へと戻ってきたビッグバン・オーガニゼーション一行に背後を突かれて組織が壊滅した。
計画失敗後に死亡していたことが判明した。
魔曇菜夜（まくも なよ）
声 - 水野理紗
第17話に登場。ボーグバトル全国大会東ブロックトーナメントの実況を担当。ジョグジャカルタの帰国子女で、五大湖セクシーカップの準クイーン。自称Dカップ。
第19話ではボーグバトル日本チャンプとなったリュウセイを取材した。
雲丹沢（くもたんざわ）
声 - 椙本滋
第17話に登場。ボーグバトルジャーナリスト。全国大会東ブロックトーナメントの解説を担当。
松代権左衛門（まつしろ ごんざえもん）
声 - 上別府仁資
第27話に登場。日本カブトボーグ協会強化委員所属。世界大会日本代表のリュウセイに興味を持ち、アメリカの子供に負けたリュウセイたちに敗因を教える。
平野
声 - 下崎紘史
第27話に登場。松代権左衛門の部下。
児玉
声 - 上田陽司
第27話に登場。松山ボーグマシン研究所のチーフ。世界大会に進出するリュウセイのために研究開発員とともにトムキャット・レッド・ビートルVを開発し、リュウセイの元に届けようとするがアメリカのならず者たちに襲われ、重傷を負う。
最後は荒木こずえにトムキャット・レッド・ビートルVを託し、力尽きる。
金原、田野倉、白金、荒木こずえ
声 - 平野貴裕、内藤玲、蓮岳大、中川里江
第27話に登場。松山ボーグマシン研究所の研究開発員。児玉とともにリュウセイにトムキャット・レッド・ビートルVを届けに行くも、マシンは車に轢かれ大破してしまう。
ジュディ
声 - 菊池こころ
第29話に登場。病気の母親の治療費を稼ぐためリュウセイのトムキャット・レッド・ビートルVを盗み、ダークバトルに挑んだがチャンピオンのプルートに敗北した。
月餅（ゲッペイ）
声 - 中村祐子
第35話に登場。スイーツ昇龍軒のウェイトレス。大学時代、テキサスアマリロ科に所属。卒論はテキサスクローバーホールドにおける右手のテコ作用。
カブトボーグの知識は無く、店に殴りこみに来たリュウセイたちにベーキングパウダーを撒いて追い出す。
中島社長
声 - 坂東尚樹
第37話に登場。中島島のボーグ工場のオーナーで、ロイドのブルックリン時代からの知り合い。双子の娘のカネ、トメに恵まれるが、2人のあまりの仲の悪さが原因で妻（声 - 鈴木真仁）と離婚。娘たちの喧嘩を止めるようロイドたちに協力を求めるが収拾がつかず、成り行きから勝治を後継にするため結婚を迫った。
アメリア
声 - 前田愛
第39話に登場したスチュワーデス。飛行機内に巣食う時限ボーグを排除するため、機内に乗り合わせていたボーガーたちに協力を求める。
ボーガーには悪いイメージを持っていたが、時限ボーグと戦うボーガーたちの活躍を見て考えを改めた。
坂東株右衛門（ばんどう かぶえもん）
声 - 小村哲生
第43話に登場。江戸時代から続くボーグ職人の11代目で、人間国宝。戦後輸入ボーグが流通してからは需要が減り、ワンコインボーグの流通が追い討ちをかけ、ボーグ職人を辞めることを決意。リュウセイに自作のボーグ「オールド・ノスタルジック・パフューム」を託す。
後にリュウセイに敗北した村正彦に代わり、ハードキャッシュ社の社長に就任する。
東ルリ、西尾弥生
声 - 伊藤実華、西野陽子
第48話に登場。リュウセイのクラスメイトで、東は水泳クラブに所属しており、西尾はクラスのスポーツNo.1と呼ばれる。水泳検定は特級。
故に夏休みの宿題を狙うリュウセイ、ケンに絡まれるもロイドのお陰で難を逃れる。
ヒナーノ
声 - 石毛佐和
第49話に登場。勝治が南の島で出会った少女で、伝統芸能の踊り子の一人。父は市場で物売りをやっている。勝治と初対面でお互い好意を抱くが、言語が通じないことから険悪な仲になる。交通事故で死ぬ運命だったが、勝治がそれを命をかけて食い止めた。
後に勝治は彼女の弟のコーキ（声 - 菊池こころ）にエレクトリカル・スピードワゴンを譲っている。

## 舞台設定・地理
各話の舞台は主に武蔵野地区にある街である。また第46話で時代設定が2010年であることが判明している。
LOID'S PARTS SHOP
第2 - 13、15 - 19、21 - 27、32 - 38、40 - 48、50、52話に登場。
ロイドが経営するカブトボーグのパーツショップ。ロイドが店の電話に出る際には「ロイドの店」と言っている。リュウセイたちがよくたむろしているが、それ以外の客は少ない。ボーグマシンやパーツを買うシーンは、第8話の勝治の祖父が大人買いした描写をおいて他にない。だが、売上が低迷したことを嘆くあたり、普段の売上はまずまずらしく、ワンコインボーグの自販機を導入しようとするなど一応営業に対する姿勢もある。ボーグ関係の友人が多いことから、パーツの仕入れには困っていない。ライバルの店は見られないが、米以外の主食禁止の条例が出されたときに閉店したこともあり、店が中破したこともある。
各話の冒頭に登場することが多い。店内はある程度広く、ボーグリングや休憩スペースも存在する。
市営コロシアム
第1 - 3、13 - 15、20、35、42、44 - 47、50、52話に登場。
普通のコロシアム。ギャラクシーカップや地区大会などカブトボーグの大会に使用されるが、第2，20、35話では貸し切り状態で個人的なボーグバトルでも使用されている。第14話ではブラックゴールド団による廃墟化、第42話では改装の危機に陥った。
昇龍軒
第3、8、9、14、18、20、23、35、40、48、50話に登場。
ケンの家。中華料理店。ケンの家族が経営しているが味はイマイチらしく、客の足はそれほど多くはない。作中で幾度となくはす向かいのテナントへのライバル店の出店で経営の危機に陥ったが、その度にリュウセイたちがボーグバトルで解決してきた。お祝いや祝勝会はよくこの店で行われる。第35話でスイーツ昇龍軒にリニューアルしたが、その後すぐに元に戻った。リュウセイはこの店のチャーハンを気に入っている一方、ラーメンに関しては味が落ちたと苦言を呈している。
マダムジェニファーの情報屋
第4、10、12、36、38、46、51、52話に登場。
西部劇の建物のような外観をしている（場所も西部劇風味）。詳しい所在地は不明だが、劇中の台詞からリュウセイの街にある。世界中のボーガーの情報が集まる店で酒場でもある。マダムジェニファーが店を仕切っており、リュウセイが情報収集によく訪れる。店の外にボーグリングが設置されている。
ビッグバンオーガニゼーション
第5、14、24、41話に登場
ビッグバンの活動拠点。高層ビルで学習塾を経営している。

## 放送終了後の動向
アニマックスは2008年8月30日に、「夏の終わりの爆笑アニメ 大人のためのカブトボーグSP」を放送し、これについてアニメ研究家の氷川竜介は「最近の仕事の中では、かなり燃えた仕事（笑）」と話している。同年の12月28日 の深夜0時から5時には「ワンランク上の大人が選ぶカブトボーグ ベストテン」が5時間連続放送され、ファン投票によるランキングでベスト10まで選ばれた各話を放送。1位は第1話だった。その後も再放送が何度か行われた。
2010年11月8日からは動画共有サイト「ニコニコ動画」に本作のDVDのメーカーである映像ソフト販売会社のスーパー・ビジョンが提供し開設された動画チャンネル「フルアニMAX」にて本編の公式配信が開始された。初回配信は第1話 - 第3話。以後は毎週金曜日の18:00に1話ずつ増やし、それとともに1話ずつ有料配信に切り替えるという方式を採っている。ただし、第1話のみは無料配信を継続する。2011年10月21日に全話配信完了し、11月4日からは2週目と称して毎週金曜日から1週間の間、第2話から1話ずつ無料配信に切り替えていたが、2012年9月28日、フルアニMAX閉鎖に伴い、全動画が視聴不可能となった。
放送15周年を迎えた2021年にはJ:COMテレビでの再放送やニコニコ動画での再配信、初のBlu-ray化が行われ、15周年記念の公式Twitterアカウントも新規開設した。また、YouTubeのソニー・ピクチャーズ公式チャンネルで全52話から厳選された24話が期間限定で配信され、2021年11月は天野河リュウセイ祭り、12月は龍昇ケン祭り、2022年1月は松岡勝治祭り、2月はナイスミドル祭り、3月はベネチアン祭りと、毎月テーマ別にエピソードが公開された。

## スタッフ
- 原案 - タカラトミー
- 企画 - Lim Jai Boem
- 監督 - 石踊宏
- シリーズ構成 - 大和屋暁
- キャラクターデザイン - 野田康行、Chang Kil Sun
- メカニックデザイン - Cho Jang Hwan
- メカニックワーク - 小川浩
- カブトボーグデザイン - 田中智之
- 美術監督 - 湖山真奈美
- 色彩設計 - 箕輪綾美
- 3Dワーク - Yu Myoung Jo
- 音楽 - 後藤郁夫、原田末秋
- 音響監督 - 小泉紀介
- 音響効果 - 三井友和（サウンドボックス）
- 音響制作・録音スタジオ - 神南スタジオ
- キャスティング協力 - 田中貴子（ネルケプランニング）
- アニメーションプロデューサー - Jung Du Yeol、杉山敦夫（第1話 - 第3話）→麻生一宏（第4話 - 第52話）、木川田清一
- プロデューサー - Jung kwang myung、成毛克憲、山崎立士
- プロデューサー補 - 馬場晶子
- エグゼクティブ・プロデューサー - Lim Jai Boem、望月敬一郎、滝山雅夫、松下洋子、沢田雅也
- アニメーション制作 - G&G（G&G Entertainment、G&G Direction）
- アニメーション制作協力 - NAS
- 製作 - カブトボーグ製作委員会（RYUNI、ソニー・ピクチャーズエンタテインメント、NAS、タカラトミー）

### 各話スタッフ
| 話数 | 脚本     | 絵コンテ                        | 演出            | 作画監督       |
| ---- | -------- | ------------------------------- | --------------- | -------------- |
| 1    | 大和屋暁 | 石踊宏 Han Young Hoon           | 石踊宏          | 田中正之       |
| 2    | 大和屋暁 | 石踊宏 Hwang Young Sik          | しのゆきひろ    | Kim Jin        |
| 3    | 大和屋暁 | 秋津南 Han Young Hoon           | 鈴木幸雄        | Mo Jung Hee    |
| 4    | 大和屋暁 | 森田浩光 Han Young Hoon         | Han Young Hoon  | Jang Kil Sun   |
| 5    | 大和屋暁 | 難波日登志 Hwang Young Sik      | 中島豊秋        | Kang Min Wook  |
| 6    | 下山健人 | NaNaKo                          | Hwang Young Sik | Ryu Se Hyoung  |
| 7    | 浦沢義雄 | 秋津南 Hwang Young Sik          | しのゆきひろ    | Kim Jin        |
| 8    | 千葉克彦 | 森田浩光 Han Young Hoon         | 鈴木幸雄        | Mo Jung Hee    |
| 9    | 浦沢義雄 | 日巻裕二 Han Young Hoon         | Han Young Hoon  | Jang Kil Sun   |
| 10   | 隅沢克之 | 石踊宏 Hwang Young Sik          | しのゆきひろ    | Kang Min Wook  |
| 11   | 大和屋暁 | 大久保政雄 Han Young Hoon       | Hwang Young Sik | Ryu Se Hyoung  |
| 12   | 大和屋暁 | 鈴木幸雄 Hwang Young Sik        | 鈴木幸雄        | Kim Jin        |
| 13   | 隅沢克之 | 石踊宏 Han Young Hoon           | Han Young Hoon  | Jang Bum Chul  |
| 14   | 千葉克彦 | 秋津南 Hwang Young Sik          | 石踊宏          | Mo Jung Hee    |
| 15   | 大和屋暁 | しのだよしの Han Young Hoon     | しのゆきひろ    | Kang Min Wook  |
| 16   | 浦沢義雄 | 森田浩光 Hwang Young Sik        | Hwang Young Sik | Ryu Se Hyoung  |
| 17   | 千葉克彦 | Han Young Hoon                  | Han Young Hoon  | Jang Bum Chul  |
| 18   | 下山健人 | 鈴木幸雄 Hwang Young Sik        | 中島豊秋        | Kim Jin        |
| 19   | 浦沢義雄 | 秋津南 Han Young Hoon           | 鈴木幸雄        | Seo Seong Jong |
| 20   | 大和屋暁 | 鈴木幸雄 宍倉敏 Hwang Young Sik | 中島豊秋        | Kang Min Wook  |
| 21   | 下山健人 | 大久保政雄 Hwang Young Sik      | Hwang Young Sik | Ryu Sea Hyung  |
| 22   | 浦沢義雄 | Han Young Hoon                  | Han Young Hoon  | Jang Bum Chul  |
| 23   | 千葉克彦 | 森田浩光 Hwang Young Sik        | 中島豊秋        | Kim Dae Hoon   |
| 24   | 隅沢克之 | 石踊宏 Han Young Hoon           | 鈴木幸雄        | Seo Seong Jong |
| 25   | 浦沢義雄 | 大久保政雄 Hwang Young Sik      | 中島豊秋        | Kang Min Wook  |
| 26   | 下山健人 | 鈴木幸雄 Hwang Young Sik        | Hwang Young Sik | Ryu Sea Hyung  |
| 27   | 大和屋暁 | Han Young Hoon                  | Han Young Hoon  | Kim Hyeun Ok   |
| 28   | 大和屋暁 | 秋津南 Hwang Young Sik          | 中島豊秋        | Lee Jae Han    |
| 29   | 千葉克彦 | 鈴木幸雄 Han Young Hoon         | 鈴木幸雄        | Seo Seong Jong |
| 30   | 浦沢義雄 | 森田浩光 Hwang Young Sik        | 中島豊秋        | Kang Min Wook  |
| 31   | 下山健人 | 大久保政雄 Hwang Young Sik      | Hwang Young Sik | Ryu Sea Hyung  |
| 32   | 千葉克彦 | 石踊宏 Han Young Hoon           | Han Young Hoon  | Kim Hyeun Ok   |
| 33   | 浦沢義雄 | 森田浩光 Hwang Young Sik        | 中島豊秋        | Lee Jae Han    |
| 34   | 大和屋暁 | 鈴木幸雄 Han Young Hoon         | 鈴木幸雄        | Seo Seong Jong |
| 35   | 千葉克彦 | 松本佳久 Hwang Young Sik        | 中島豊秋        | Kang Min Wook  |
| 36   | 大和屋暁 | 大久保政雄 Hwang Young Sik      | Hwang Young Sik | Ryu Sea Hyung  |
| 37   | 浦沢義雄 | 森田浩光 Han Young Hoon         | Han Young Hoon  | Kim Hyeun Ok   |
| 38   | 大和屋暁 | 篠原俊哉 Hwang Young Sik        | 中島豊秋        | Lee Jae Han    |
| 39   | 千葉克彦 | 鈴木幸雄 Han Young Hoon         | 鈴木幸雄        | Seo Seong Jong |
| 40   | 浦沢義雄 | 秋津南 Hwang Young Sik          | 中島豊秋        | Kang Min Wook  |
| 41   | 大和屋暁 | 大久保政雄 Hwang Young Sik      | Hwang Young Sik | Ryu Sea Hyung  |
| 42   | 千葉克彦 | 森田浩光 Han Young Hoon         | Han Young Hoon  | Kim Hyeun Ok   |
| 43   | 下山健人 | 石踊宏 Hwang Young Sik          | 中島豊秋        | Lee Jae Han    |
| 44   | 浦沢義雄 | 鈴木幸雄 Han Young Hoon         | 鈴木幸雄        | Seo Seong Jong |
| 45   | 浦沢義雄 | 森田浩光 Hwang Young Sik        | 中島豊秋        | Kang Min Wook  |
| 46   | 大和屋暁 | 大久保政雄 Hwang Young Sik      | Hwang Young Sik | Ryu Sea Hyung  |
| 47   | 下山健人 | 秋津南 Han Young Hoon           | Han Young Hoon  | Kim Hyeun Ok   |
| 48   | 千葉克彦 | 大久保政雄 Hwang Young Sik      | 中島豊秋        | Lee Jae Han    |
| 49   | 千葉克彦 | 鈴木幸雄 Han Young Hoon         | 鈴木幸雄        | Seo Seong Jong |
| 50   | 大和屋暁 | 石踊宏 Hwang Young Sik          | 中島豊秋        | Kang Min Wook  |
| 51   | 大和屋暁 | 大久保政雄 Hwang Young Sik      | Hwang Young Sik | Ryu Sea Hyung  |
| 52   | 大和屋暁 | 石踊宏                          | 石踊宏          | Lee Jae Han    |

## 主題歌
オープニングテーマ「Beetle Power!」（2ndマキシシングル）
エンディングテーマ「VICTORY ROAD」
作詞・作曲 - MB / 歌 - Pinky Piglets
Pinky Piglets
アニメ主題歌初挑戦。子供向け番組では珍しくオープニング、エンディングが全て英語の歌詞となっている。採用が決まってから1話の先行視聴や後のストーリーを聞いた上で、カブトボーグ用に歌詞を書き換えたことや、カタカナ英語なのは子供が見ることを考えてのことだと自身のブログで語っている。また、オープニングテーマ「Beetle Power!」のセルフカバー曲「Naked Blue」が、Pinky Pigletsのアルバム「HOPPING!!」に収録されている。

## 各話リスト
- マドンナ欄の（）内は声優。
- 勝敗は一応、色なしの「○」が勝、色つきの「●」が敗となっている。勝敗が分からないものについては省く。

| 話数 | サブタイトル                                                 | ゲストヒロイン（マドンナ）                                                                                     | 対戦勝敗 | 放送日         |
| ---- | ------------------------------------------------------------ | --- | --- | -------------- |
| 1    | 親父超え! 勇気のライジング・プロミネンス                     | さやか（山本ひかる）                                                                                           | ○リュウセイ 対 ガルフストリーム笹本● ○リュウセイ 対 ビッグバン●                                                | 2006年 10月5日 |
| 2    | さらば友よ! 涙のメタリック・ギガトン・クラッシュ!            | 勝治の母（仲尾あづさ）                                                                                         | ○リュウセイ 対 勝治●                                                                                           | 10月12日       |
| 3    | 守れ! 鉄壁のサイキック・ドラゴン・マスター                   | 龍昇リンリン（寺崎裕香）                                                                                       | ●勝治 対 小中○ ○リュウセイ 対 中中● ○ケン 対 大中●                                                             | 10月19日       |
| 4    | ライバル登場! 必殺ヴァリアブル・ルルド・ウォーター           | 春子（中川里江）                                                                                               | ○リュウセイ 対 ジョニー●                                                                                       | 10月26日       |
| 5    | 目覚めろ! ボールディング・トリプル・スクリュー!              | 美奈子（片岡あづさ）                                                                                           | ○リュウセイ、勝治、ケン 対 田嶋、桜井、中村●                                                                   | 11月2日        |
| 6    | 魂の叫び! トワイライト・フレンドシップ・ソウル               | 美人秘書（並木のり子）                                                                                         | ○リュウセイ、勝治 対 市役所サービスセンター● ○リュウセイ 対 ケン● ○リュウセイ 対 米田市長●                     | 11月9日        |
| 7    | 涙の素パスタ! オーバー・ザ・レインボー                       | 板里網子・ベネチアン（宍戸留美）                                                                               | ○リュウセイ 対 ベネチアン●                                                                                     | 11月16日       |
| 8    | 鎮魂歌! リビング・レジェンド・グッド・ナイト                 | 勝治の祖母（中川里江）                                                                                         | ○リュウセイ 対 ケン● ○リュウセイ 対 勝治の祖父●                                                                | 11月23日       |
| 9    | 輝け! ダイヤモンド・ダイヤモンド・ダイヤモンド               | 相馬友子（山田茉莉）                                                                                           | ○勝治 対 石田母●                                                                                               | 11月30日       |
| 10   | 兄弟対決! ディープ・ギャラクシー・アタック                   | エリーナ（細野佑美子）                                                                                         | △リュウセイ 対 銀河△                                                                                           | 12月7日        |
| 11   | 最強の名! マッドネス・デュプティ・スクリーミング             | 瞳（清水香里）                                                                                                 | ○リュウセイ 対 ボーガーX●                                                                                      | 12月14日       |
| 12   | 過ぎ去りし日! チャコール・グレイ・フォルクローレ             | シェリル（岡村明美）                                                                                           | ○ロイド 対 ロバート●                                                                                           | 12月21日       |
| 13   | 夢を諦めない! フラッシュ・ドリーム・エボリューション         | 観音寺紀子（鮭延未可）                                                                                         | ●ケン 対 ドクターネオ○ ●勝治 対 ドクターネオ○ ○リュウセイ 対 ドクターネオ●                                     | 12月28日       |
| 14   | 敗北そして崩壊…ロストワールド・エンドロール                  | レベッカ・ゴールドバーグ（声は無し）                                                                           | ○リュウセイ、勝治、ケン 対 ジョニー●                                                                           | 2007年 1月4日  |
| 15   | 開幕! トータル・ブリリアント・カリズマティック               | 篠原真弓（鈴木真仁）                                                                                           | ○リュウセイ 対 篠原真之介●                                                                                     | 1月11日        |
| 16   | 美しき! リゾート・デンジャラス・サンセット                   | 婦人警官（尾小平志津香）                                                                                       | ○リュウセイ、勝治、ケン 対 民宿の老人たち●                                                                     | 1月18日        |
| 17   | 頂上決戦! クライミング・ハイリスク                           | 魔曇菜夜（水野理紗）                                                                                           | ○リュウセイ 対 デンジャラス小林他17人●                                                                         | 1月25日        |
| 18   | 旅立ちの時! クライング・ロンリー・ウルフ                     | つぐみ・ひばり（声は無し）                                                                                     | ○リュウセイ 対 ビデ田中●                                                                                       | 2月1日         |
| 19   | 華麗なる! ツインズ・バスト・ウエスト・ヒップ                 | カオリ（長沢美樹）・シオリ（寺田はるひ）                                                                       | ○勝治・ケン 対 カオリ・シオリ●                                                                                 | 2月8日         |
| 20   | 美食の殿堂! ルブラン・パセリ・グレイビーソース               | ちづる（大川朝美）                                                                                             | ○シャル・ルドゴール（リュウセイ） 対 モンテスキュー●                                                           | 2月15日        |
| 21   | 変わらぬ愛! フォーエバー・ライトニング・シンフォニー         | リカ（明坂聡美） アユミ（仲井絵里香）                                                                          | ●ケン 対 リカ(ボーグ伯爵)● ○勝治 対 ボーグ伯爵●                                                                | 2月22日        |
| 22   | 健康第一! ベジタブル・ジャーマン・スープレックス             | ロイドの友人（石橋美佳）                                                                                       | ●リュウセイ 対 ロイド、勝治、ケン○ ○リュウセイ 対 ロイド、勝治、ケン●                                          | 3月1日         |
| 23   | 筋肉少年隊! スイート・マスキュラー・ペイン                   | バーバラ（長浜満里子） 茨城まり子（仲井絵里香）                                                                | ○リュウセイ 対 バーバラ●                                                                                       | 3月8日         |
| 24   | 試練! ワンダー・ミラクル・ハート                             | 弘美（佐藤有世）                                                                                               | ○リュウセイ 対 ニセリュウセイ12人他●                                                                           | 3月15日        |
| 25   | 歴史は! ナイト・スリープ・モーニング                         | 原始人（声は無し） クレメンタイン（水野愛日）                                                                  | - | 3月22日        |
| 26   | さらば祖国! ネヴァー・フォール・イン・ラブ・アゲイン         | ノリミ（樹元オリエ）                                                                                           | ●ケン 対 ノリミ○                                                                                               | 3月29日        |
| 27   | 壁! ハイエスト・オナー・オブ・グローリー                     | 荒木こずえ（中川里江）                                                                                         | ●リュウセイ、勝治、ケン 対 アメリカの子供○                                                                     | 4月5日         |
| 28   | 新たなる盟友! フルスペック・ワールドワイド・レスポンス       | フランシーヌ・パンナコッタ（平田絵里子）                                                                       | - | 4月12日        |
| 29   | 危険地帯! ダークバトル・ソルジャーズ                         | ジュディ（菊池こころ）                                                                                         | ●ジュディ 対 プルート○ ○勝治、ケン 対 アトラス、プルート●                                                      | 4月19日        |
| 30   | 吼えろ! アフリカ・サバンナ・キリマンジャロ                   | カメーダ・カーメダの母（大川朝美）                                                                             | ○リュウセイ 対 カメーダ・カーメダ●                                                                             | 4月26日        |
| 31   | 王様は絶対! スキャンダラス・マジェスティック・エゴイズム     | 踊り子（声は無し） メイド（中村祐子、大川朝美）                                                                | ●勝治 対 アマラオ○ ○勝治 対 アマラオ● 対ケリー● 対アンジョルラス●                                              | 5月3日         |
| 32   | 準々決勝! ランニング・バックブリーカー・ストップ             | ベネチアン（宍戸留美）                                                                                         | ●リュウセイ 対 ニュートン・カーティス○                                                                         | 5月10日        |
| 33   | 栄光の! リベンジ・カムバック・ドライフラワー                 | 女の子（樋口智恵子） 園長先生（長浜満里子） 園児A - D （伊藤実華、菊池こころ、左髙美紀、大川朝美）             | ●リュウセイ 対 園児たち○ ○リュウセイ 対 園児たち●                                                              | 5月17日        |
| 34   | 絆! ハンギング・アナザー・エグゼクティブディシジョン         | 子供A・子供B（左髙美紀、大川朝美） 絵本のお姉さん（中川里江）                                                  | ○リュウセイ 対 しろくまピーク●                                                                                 | 5月24日        |
| 35   | 愚兄賢妹! ストロベリー・チューカ・ッテユーカ                 | 月餅(ゲッペイ)（中村祐子） 世界中のボーガー達（大川朝美、大下孝太）                                            | ○ケン 対 クロード千秋●                                                                                         | 5月31日        |
| 36   | 目に見えぬ敵! ロマンティック・インビジブル・ムード           | 山田早苗（中尾友紀） マダム・ジェニファー（井関佳子）                                                          | - | 6月7日         |
| 37   | 真夏の夜の夢! グレイト・クレイジー・カーニバル               | 中島トメ・カネ（木村亜希子、樋口智恵子） 中島の妻（鈴木真仁）、看護士（大川朝美）                              | - | 6月21日        |
| 38   | 武勇伝! レジェンド・オブ・タンジェント・デスティニー         | 女性警察官 保育士B（中川里江）                                                                                 | ○リュウセイ 対 操●                                                                                             | 6月28日        |
| 39   | 墜落!? エアボーグ・ナイン・ナイン                            | アメリア（前田愛）                                                                                             | ○中華三兄弟 対 リュウセイたち●                                                                                 | 7月5日         |
| 40   | 給食のおばさん! ビューティフル・ワンダフル・ストレンジャー   | 銀次（給食のおばさん）（岡村明美）                                                                             | ○リュウセイ 対 銀次●                                                                                           | 7月12日        |
| 41   | 裏切りの序曲! ノイズ・アンド・ファンタスティック・ハーモニー | メリーアン（藤田記子）エイミー（？） グロリア（中川里江）、サダコ（石橋美佳）                                  | ○リュウセイ、勝治、ケン、マンソン 対 笹本、戦闘員3人● ○リュウセイ、勝治、ケン、マンソン 対 ビッグバンローゼス● | 7月19日        |
| 42   | カブト刈! バリカン・バリバリ・サンダー                       | 江戸川（菊池こころ）                                                                                           | ●ケン 対 高崎○ ●勝治 対 高崎○ ○リュウセイ 対 高崎●                                                             | 7月26日        |
| 43   | 心! サドンリー・ズームアウト・コンチネンタル                 | ハードキャッシュ社受付（小野涼子）                                                                             | ●リュウセイ 対 勝治○ ○リュウセイ 対 村正彦と社員たち●                                                          | 8月2日         |
| 44   | 流れる大河! スカラベ・フラッシュ・ピラミッドパワー           | 紳士の妻（鈴木真仁）                                                                                           | ●リュウセイ 対 ザ・マミー○ ○リュウセイ 対 ザ・マミー●                                                          | 8月9日         |
| 45   | 三姉妹! ゴンドラ・アルプス・フライドチキン                   | ベネチアン・チロリアン・カナリアン （宍戸留美・並木のり子・中川里江） ベネチアンの弟、妹（伊藤実華、左髙美紀） | - | 8月16日        |
| 46   | 全てを! セレクト・ユア・ファイナル・ディシジョン             | ジャネット・サスカッチ（声は無し）                                                                             | - | 8月23日        |
| 47   | 忍び寄る聖夜! サイレントナイト・ホーリーナイト               | 女優（中川里江）                                                                                               | ●ケン 対 サンタ○ ○ケン対マキコ●                                                                                | 8月30日        |
| 48   | 熱暴走! エンド・オブ・サマー・バケーション                   | 東ルリ（伊藤実華）、西尾弥生（西野陽子）                                                                       | ○リュウセイ、ケン 対 子供4人● △リュウセイ、ケン 対 ロイド△                                                     | 9月13日        |
| 49   | 哀しき熱帯! エンド・オブ・サマー・ホリデイ                   | ヒナーノ（石毛佐和）                                                                                           | ○勝治 対 死神●                                                                                                 | 9月20日        |
| 50   | それぞれの道! ライズ・ユア・アイアン・ウィル                 | 美女（中川里江）                                                                                               | ○リュウセイ 対 ケン●                                                                                           | 9月27日        |
| 51   | 完全燃焼! グロウイングアップ・バーニング・スピリット         | ベネチアン（宍戸留美）                                                                                         | - | 10月4日        |
| 52   | 永遠に! ラストマン・スタンディング・フォーエバー             | 千賀子（葉月絵理乃）                                                                                           | ○エイジ、順一、チャーリー 対 バルカン● ○エイジ 対 ジャッカル佐々木● ○リュウセイ 対 レベッカ・ゴールドバーグ●   | 10月11日       |

## 放送局
| 放送期間                       | 放送時間           | 放送局       | 対象地域 | 備考                      |
| ------------------------------ | ------------------ | ------------ | -------- | ------------------------- |
| 2006年10月5日 - 2007年10月11日 | 木曜 18:30 - 19:00 | BSジャパン   | 日本全域 | BS放送 / 現：BSテレビ東京 |
| 2006年10月10日 - 2007年        | 火曜 18:30 - 19:00 | アニマックス | 日本全域 | CS放送 / リピート放送あり |

## インターネット動画配信
- 2021年11月からドコモ・アニメストアで全話の配信が開始された。

## DVD / BD
DVD
販売元はイーネット・フロンティア。
| 巻数                      | 発売日         | 収録話          | 品番      |
| ------------------------- | -------------- | --------------- | --------- |
| Vol.1〜3セット+おまけ付き | 2007年5月25日  | 第1話 - 第13話  | SVDB-0141 |
| Vol.1                     | 2007年5月25日  | 第1話 - 第5話   | SVDB-0142 |
| Vol.2                     | 2007年5月25日  | 第6話 - 第9話   | SVDB-0143 |
| Vol.3                     | 2007年5月25日  | 第10話 - 第13話 | SVDB-0144 |
| Vol.4〜6セット+おまけ付き | 2007年7月27日  | 第14話 - 第26話 | SVDB-0145 |
| Vol.4                     | 2007年7月27日  | 第14話 - 第18話 | SVDB-0146 |
| Vol.5                     | 2007年7月27日  | 第19話 - 第22話 | SVDB-0147 |
| Vol.6                     | 2007年7月27日  | 第23話 - 第26話 | SVDB-0148 |
| Vol.7                     | 2007年10月26日 | 第27話 - 第31話 | SVDB-0149 |
| Vol.8                     | 2007年10月26日 | 第32話 - 第35話 | SVDB-0150 |
| Vol.9                     | 2007年10月26日 | 第36話 - 第39話 | SVDB-0151 |
| Vol.10                    | 2007年12月25日 | 第40話 - 第44話 | SVDB-0152 |
| Vol.11                    | 2007年12月25日 | 第45話 - 第48話 | SVDB-0153 |
| Vol.12                    | 2007年12月25日 | 第49話 - 第52話 | SVDB-0154 |

人造昆虫カブトボーグVxV 完全限定版スペシャル DVD-BOX
販売元はスーパー・ビジョン。2014年2月20日発売。
ニコニコ生放送内で企画されたDVD-BOX。知桐京子（天野河リュウセイ役）、中川玲（西山茂一役）のサインと、「フルアニMAX」のおがわ店長直筆シリアルナンバー入りニコニコ直販限定オリジナル・ダンボールBOX仕様となっている。紙工作キット2種（Vol.1〜3セット封入特典の動く!トムキャット・レッド・ビートル、ビッグバンなりきりお面、Vol.4〜6セット封入特典の動く!エレクトリカル・スピードワゴン、ベネチアンなりきりセット）、天野河リュウセイのマーク刺繍入り特製リストバンド、謎生写真付属。
人造昆虫カブトボーグVxV チャージ3回! ブルーレイエントリー! ノーオプションBOX
販売元はソニー・ピクチャーズ。2022年3月25日発売。
アニメ放送開始15周年を記念してブルーレイ化したもの。初回生産特典では野田康行による描き下ろし三方背BOX、トムキャット・レッド・ビートルをイメージした赤ケース仕様、豪華ブックレット「ボーグバトルずかん」、すごろくポスターが付属する。

## オンラインイベント
人造昆虫カブトボーグVxV バーチャル博覧会
アニメ15周年を記念して、2022年7月1日から9月30日まで、NTTの運営するメタバースサービス「DOOR」内にて開催。
会場となるルーム内では、劇中に登場する「ロイドの店」が3Dで再現され、アニメの設定画像やフォトスポットの展示、SNSなどで使えるスタンプ風画像の無料プレゼントが行われた。また、9月3日にはリュウセイ役・知桐京子と勝治役・三橋加奈子を迎えてのオンライントークショーも開催。